# 石鎚神社
石鎚神社（いしづちじんじゃ）は、愛媛県西条市にある神社。西日本最高峰石鎚山を神体山とする神社で、山麓に鎮座する本社（口之宮）、山腹の成就社（中宮）と土小屋遙拝殿、山頂の頂上社の4社の総称である。旧社格は県社で、現在は神社本庁の別表神社。石鎚山総本宮と称し、宗教法人・石鎚本教の総本宮でもある。神紋は丸に石の字。

## 祭神
石鎚毘古命（いしづちひこのみこと・古事記では石土毘古、石鎚大神とも称する）
- 石鎚大神は、伊邪那岐命と伊邪那美命の第二子で、天照皇大神の兄に当たるとされている[1]。

- 祭神は一神だが、神徳を仁智勇の玉持ち神像（和魂 にぎみたま）、鏡持ち神像（奇魂 くしみたま）、剣持ち神像（荒魂 あらみたま）の三体の神像に現す。
- 祈願の作法：二拝→二拍手→心中祈願→二拍手→二拝
- 玉串拝礼の作法：玉串を持ち心中祈念→玉串を神前に供える→二拝→二拍手→一拝

## 由緒

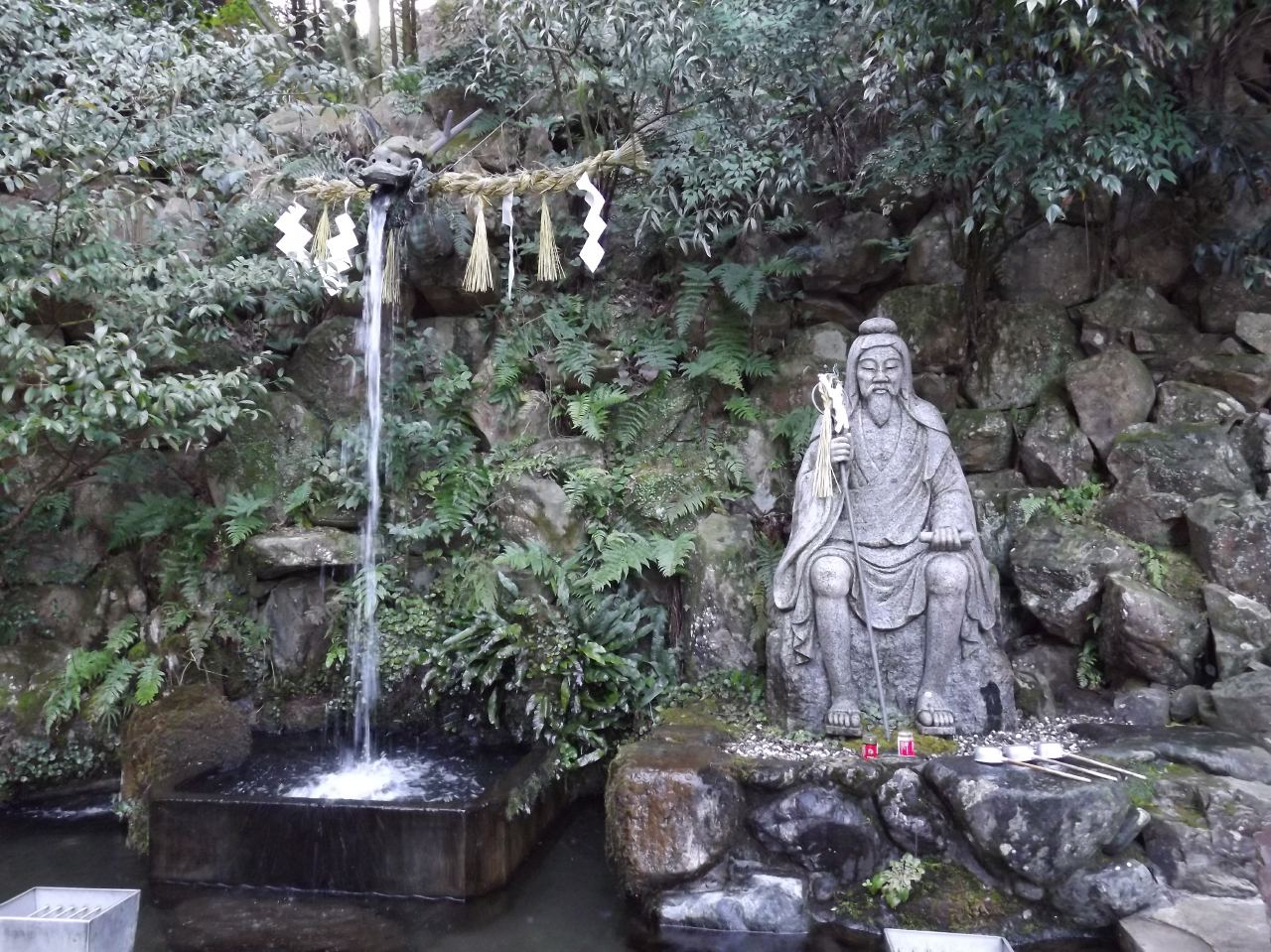
本社：元の禊場の神変大菩薩

石鎚山は古くから日本七霊山の一つとして名高く、日本霊異記には「石鎚山の名は石槌の神が坐すによる」とある。
伝説で紀元前63年のこと崇神天皇第35年石鎚の峯に神を勧請す（長寛勘文による）とある。また、685年に役小角（神変大菩薩）が導き、続いて寂仙法師（上仙とも呼ばれていて石仙の弟子）が石土山として開山したと伝えられる。その後、空海自作の『三教指帰』に「或ときには石峯に跨りて」と記されていることから空海も修行したことは異論のないところである。さらに伊予国風早郡の出身の光定といった高僧たちも修行した。以来、石鈇山蔵王権現と称され、神仏習合・修験の道場として繁栄した。
また、朝廷・武家の崇敬極めて篤く、桓武天皇の勅願によって建立された石鈇山常住社には、文徳天皇・高倉天皇・崇徳天皇・後醍醐天皇など歴代天皇が納めた仏像や経巻が伝わる。1342年（興国3年）には後村上天皇が朝敵退散を祈願するために勅使を遣わしている。武家では河野氏が篤く崇敬し、そして西条藩主・小松藩主も厚く遇した。
近世の歴史として、石鈇山常住社に1591年（天正19年）伊予の領主となった福島正則が参籠し、1610年（慶長15年）豊臣秀頼が石鈇山常住社の神殿を修築し、福島正則がその普請奉行となる。1657年（明暦3年）には、石鈇山社（麓の西田）に西条藩主一柳直興が仏殿を建立し、1670年（寛文10年）西条藩祖の松平頼純は石鈇山社に東照宮を祀り、高三石を寄附し、三葉葵の寺紋を許した。1728年（享保13年）徳川吉宗の命を受け採薬師植村佐平次が石鈇山に登頂する。1752年（宝暦2年）には徳川家重が1778年（安永7年）には徳川家治が、石鈇山社に厄除け祈祷を命じたと記録がある。

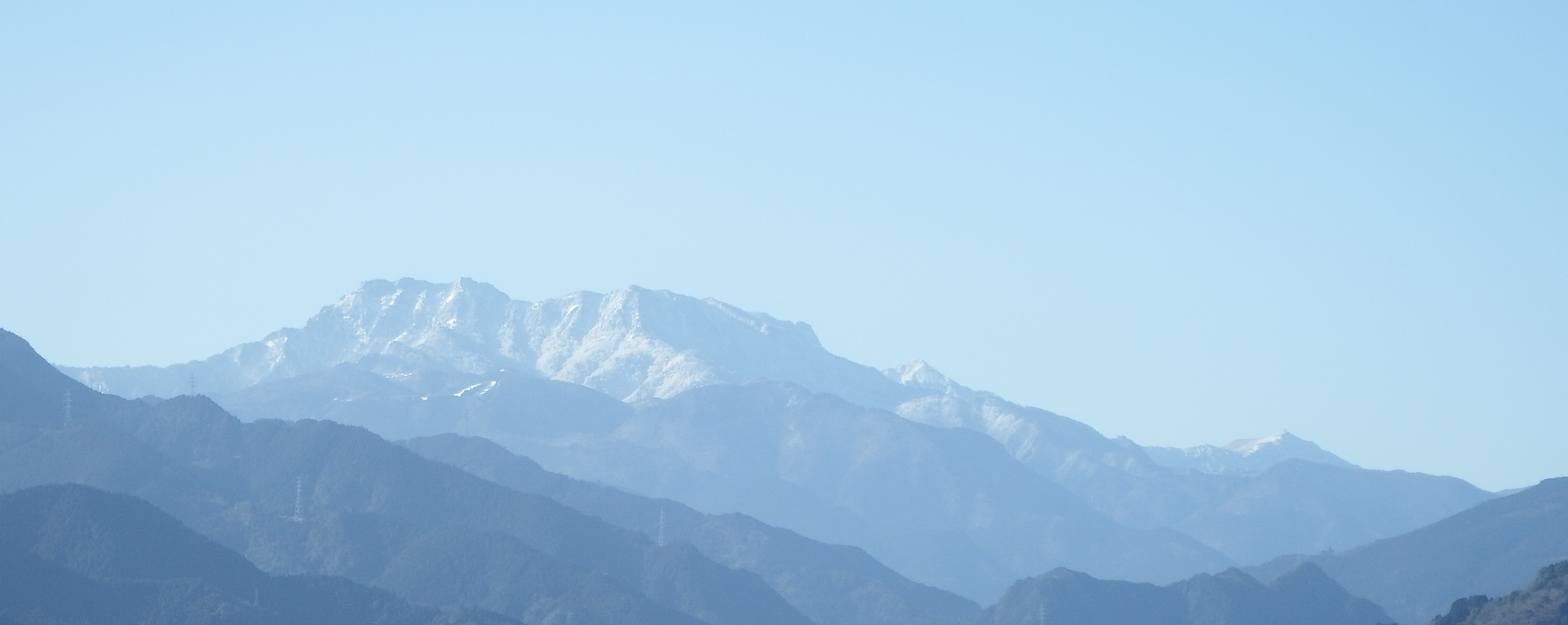
霊峯石鎚山を北東から

明治に入って、1869年（明治2年）に神仏分離につき取調が始まり、翌年には石鈇権現号が廃止され、奉斎像の取り調べが命ぜられたため、石鈇山蔵王権現を仏体として届け出た。その結果、神祇官により「石鈇山蔵王権現改称、石鉄神社ト相称シ然ルベク、在来権現ノ像ハ、別二祭祀二及バザル事ト存候」との裁定が下った。さらに翌年の1871年（明治4年）4月5日に石鉄神社（祭神石土毘古命）となり、同年7月4日には県社に列格された。それでも、時の住職は石鈇山頂上鎮座の姿に模して権現像を山上に奉斎し民心を得ようとしたり裁判を起こすなどして抵抗するが、その際中、1872年（明治5年）2月に本殿と庫裡は焼失し、寺方は無住寺になっていた塔頭の医王院（現在の前神寺の場所）へ転出する。また、同年東照宮は西条市大町に西條東照宮として移転した。そして、前神寺の境内は当社となり、現在の祖霊殿を本殿とし、石鈇山常住社は当社の成就社となり、横峰寺は西の遙拝所横峰社とされた。その後、1875年（明治8年）前神寺と横峰寺に廃寺通告が来る。社名は1902年（明治35年）3月8日に石鉄神社から石鎚神社に変更が決定される。しかし、発足当初の当社は神社としての態勢が不十分で、神仏分離の混乱のため信者が減少し、長らく不振の時代が続いたが、1912年（明治45年）第10代社司に就いた越智勝丸により各地に崇敬講を組織し、財政の再建や社殿の修復・新築に尽力し現在の当社の基礎を築き発展していった。なお、前神寺と横峰寺はその後復興されている。
戦後は1946年（昭和21年）5月10日「石鎚教教派総本社」を設立し、1949年（昭和24年）宗教法人「石鎚本教」に改称、神社本庁に属して、別表神社に加列、神仏習合の伝統に基づく教化活動を行なっている。
成就社の災難の歴史として、1889年（明治22年）4月10日午前5時行者の参籠通夜中の失火により全焼し社殿・宝物が消失。1893年（明治26年）成就社本殿再建、1900年（明治33年）成就社社殿再建竣工する。また、1980年（昭和55年）11月13日に大火に見舞われ、周辺の旅館と共に全焼した。山上で消火用水も少なく消防車も駆けつけることが出来なかったことが被害を大きくした。しかし2年後の6月には早くも周辺旅館と合わせて復興した。
夏山開き大祭
1920年（大正9年）より、夏山開き大祭（石鎚神社臨時祭典）は7月1日～10日に斎行なり現在に至る。6月30日午前7時半に神輿に載った三体の御神像は口之宮本社を出発、道中の御旅所で待ち受け跪いた信者たちに神輿が頭上を通過する神事を催行しながら成就社に向かい午後3時半頃到着する。翌7月1日午前6時半に御神像は一体ずつ行者に背負われ頂上社に向けて担ぎ上げられ午前10時頃到着する。山頂で待ち受けた信徒たちは、三体の御神像拝戴（神像を信徒たちの背中に当てる）をいただき祭りは最高潮になる。終了は7月10日午前11時半に信徒に担がれた御神像が頂上社から成就社へ下山、午後2時頃到着し勇壮な練りが行われる。翌11日午前7時に成就社から里宮本社へ向かった御神像は正午頃到着し拝戴神事が行われ祭りは終わる。期間中は誰でも御神像拝戴を受けることができる。登拝者が登山道で出会ったとき、見知らぬ同士でも下りの人は上りの人に「おのぼりさん」と挨拶をすると上りの人は「おくだりさん」と返答する（逆も同様に）この山の独特の挨拶法がある。なお、現在は神輿の運行にロープウェイが使用されている。

## 本社（口之宮）

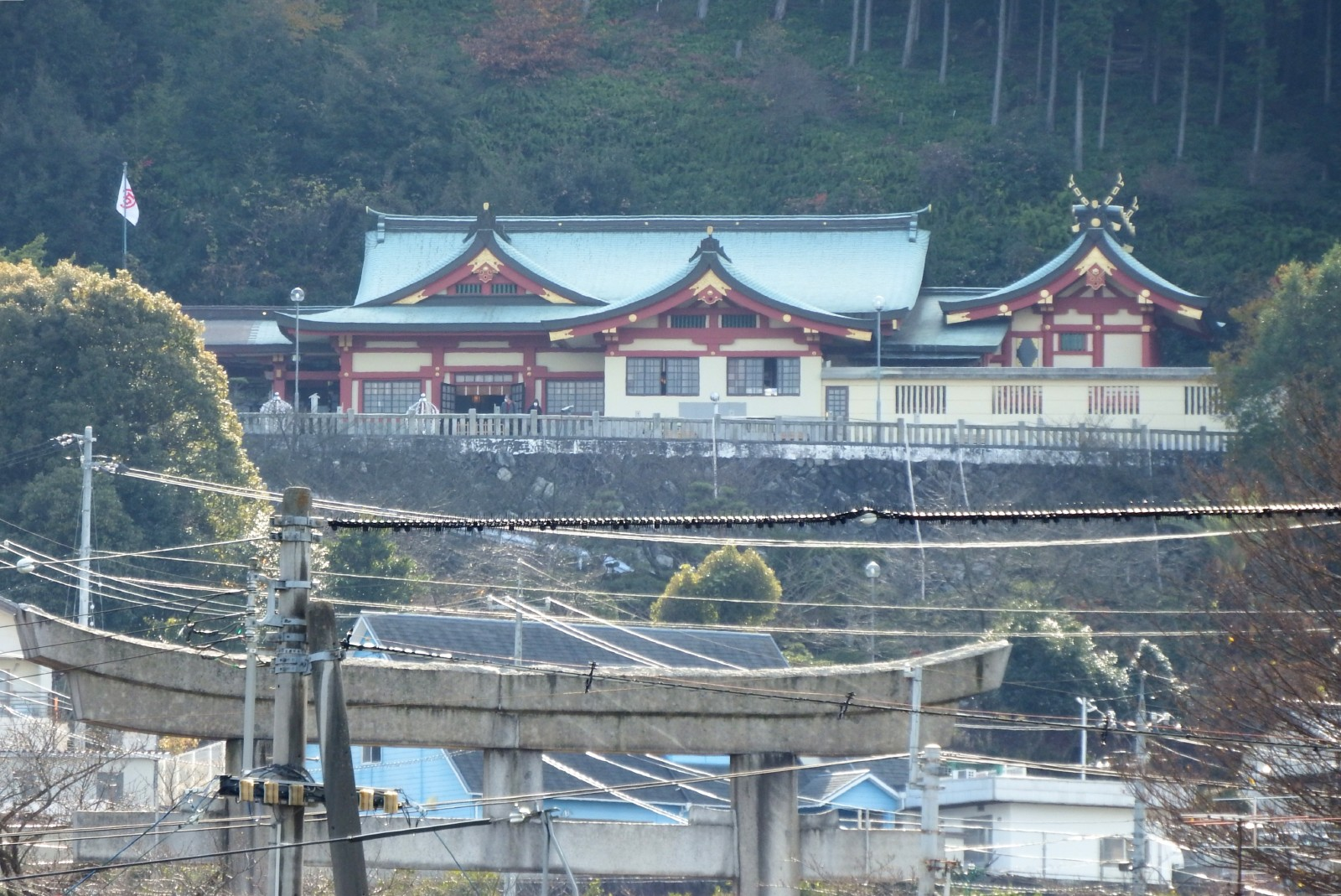
本殿　遠景

- 朱の大鳥居：1994年（平成6年）6月23日建立。国道11号線脇に立つ。
- 二の鳥居
- 神門：外側は大天狗像・小天狗像が、内側には武者姿像。2006年（平成18年）4月4日竣工。
- 三の鳥居：本殿に上がる石段下にあり、ここからの石段の真ん中の手すりは元の頂上への鉄鎖が使われている。

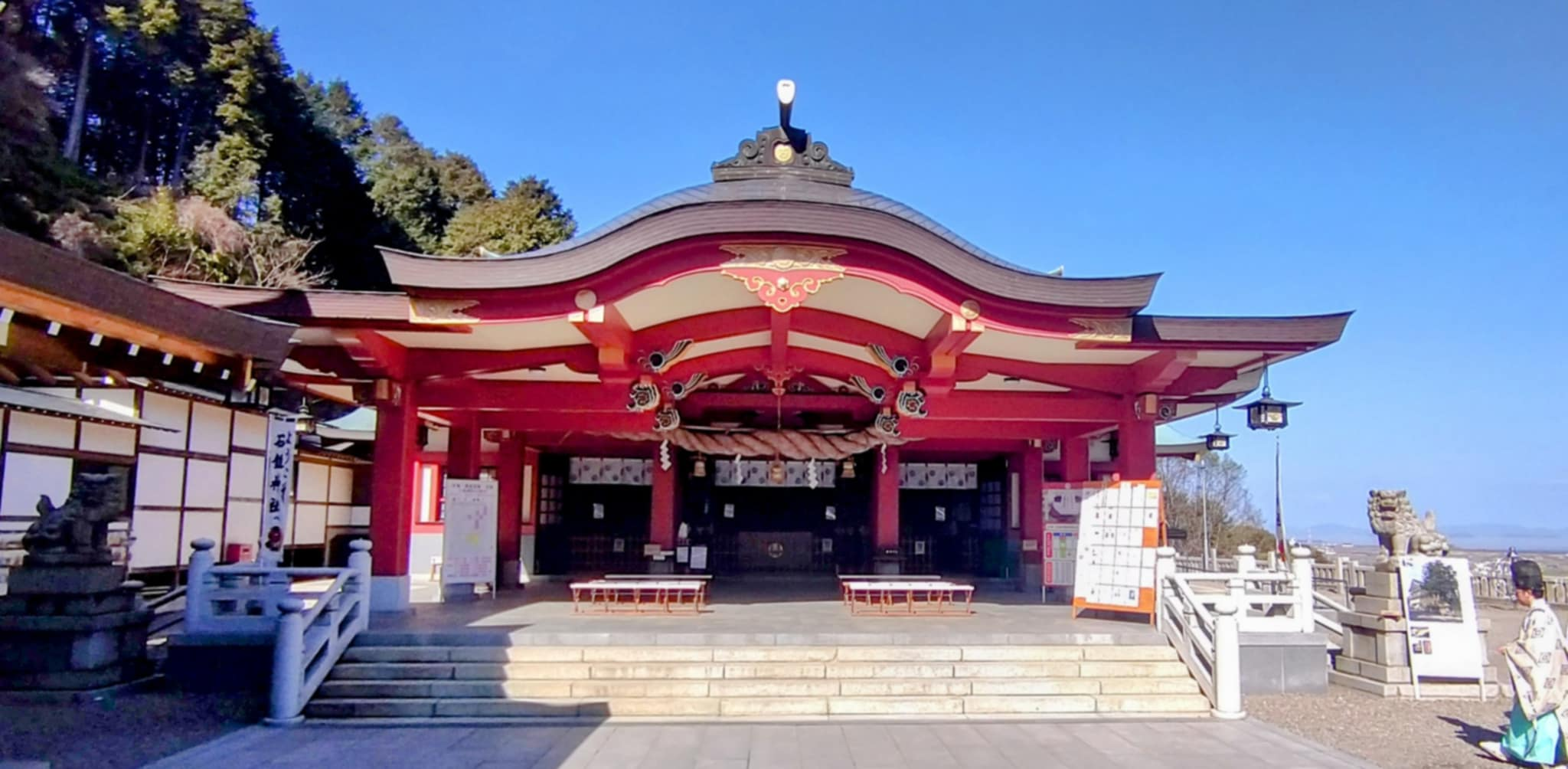
石鎚神社本殿

- 本殿：祭神は石鎚大神。1967年（昭和42年）4月竣工、2015年（平成27年）改修。元のこの地には本殿で本社蔵王大権現があったが1872年（明治5年）に焼失していた。
- 祖霊殿：祭神は石鎚山開山の祖役行者、別当寺時代の前神寺、横峰寺の主管者、明治の神仏分離以降の祀宮、社司、社掌、宮司をはじめ神社職員、先達の物故者の神霊。祭日は4月6日が春季大祭並びに合祀祭、10月6日が秋季大祭並びに合祀祭、毎月15日が命日祭。元の前神寺のときは石鈇山社で石鈇山大権現を祀っていた。

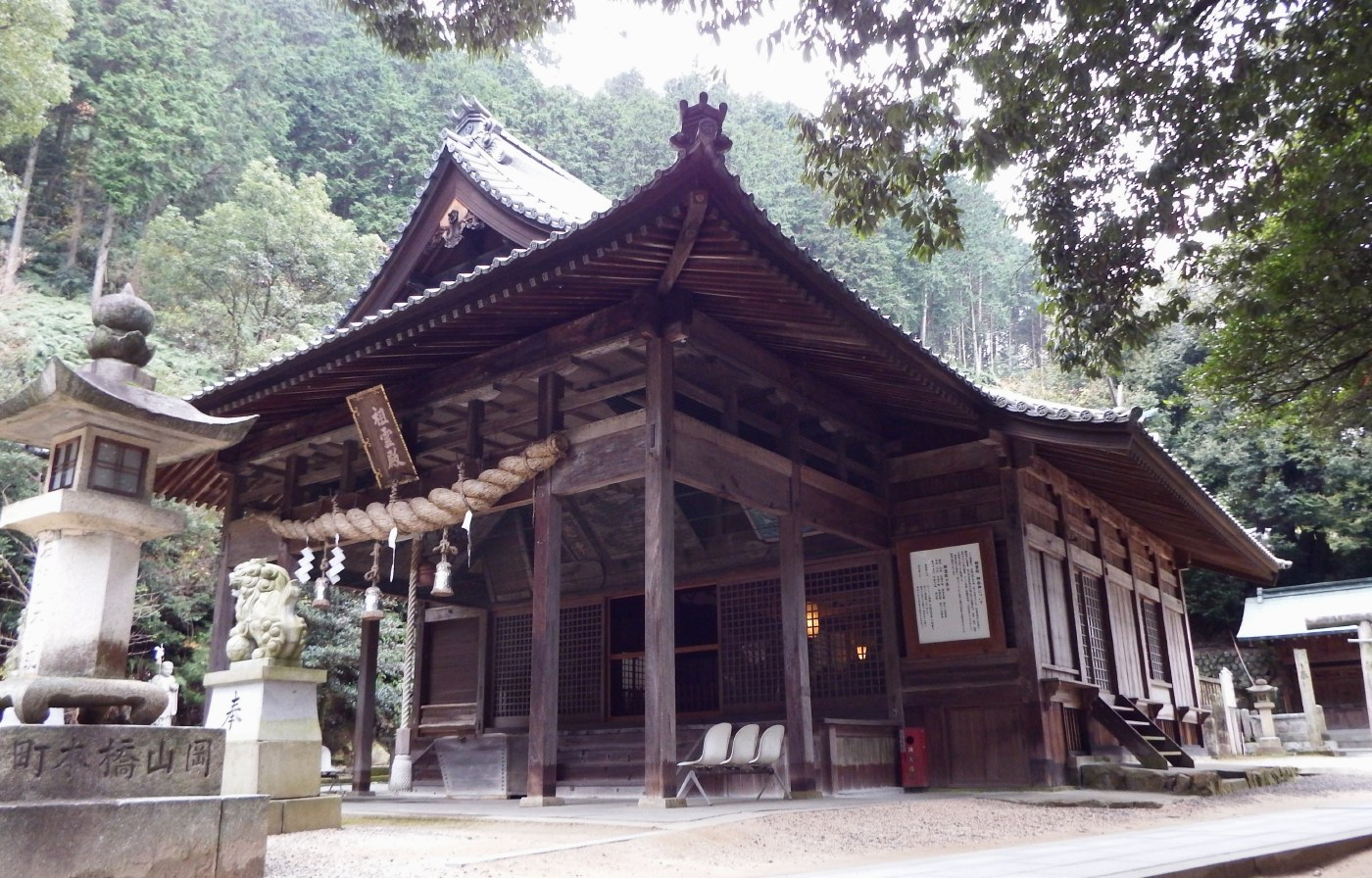
祖霊殿

- 石鎚山への登山口の鳥居：祖霊殿の向って左にあり、昔はここから石鎚山へ向っていた。
- 御神水所
- 旧頂上祠：2016年（平成28年）6月25日竣工。石鎚山頂上の磐座の祠を移転された。
- 摂社
  - 綜合摂社（6社併設）：その社名と祭神は、秋葉神社で火之加具土神、大山祇神社で大山祇神、伊雑社で皇大神、荒神社で天照大御神荒魂、河内八幡神社で誉田別命、開拓社で三右ヱ門命である。祭日は3月15日。
  - 天皇社：祭神は素盞嗚命。祭日は旧暦6月13日。
  - 厳島社：祭神は市杵島姫命、田心姫命、湍津姫命。祭日は6月17日。
  - 三倍神社：祭神は素戔嗚尊、相殿に言代主神、伊藤八郎平霊。慶長年間土佐国より石鎚山麓西条市中奥大字今宮に勧請。産土神として崇敬されていたが過疎のため1983年（昭和58年）10月9日に石鎚神社境内に遷座した。祭日は10月10日。
  - 方違社：祭神は歳徳神。祭日は1月3日。
  - 大石社：祭神は猿田彦命。祭日は10月10日。

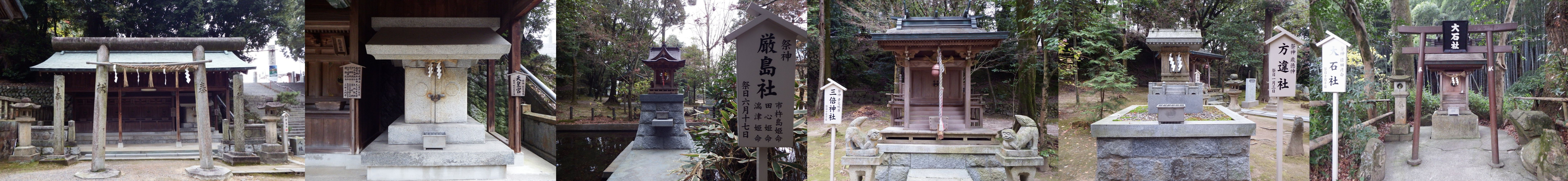
摂社（綜合摂社、天皇社、厳島社、三倍神社、方違社、大石社）

- 祓所（はらえど）：祭神は祓戸大神
- 元の禊場（みそぎば）：神変大菩薩石像が鎮座
- 禊場：滝行ができる。更衣室も完備。
- 神札授与所および参集殿：本殿の前にあり、巫女が常駐している。2015年新築。
- 齋館
- 社務所：2005年（平成17年）2月14日竣工。
- 会館：1981年（昭和56年）4月16日竣工。

- 神苑

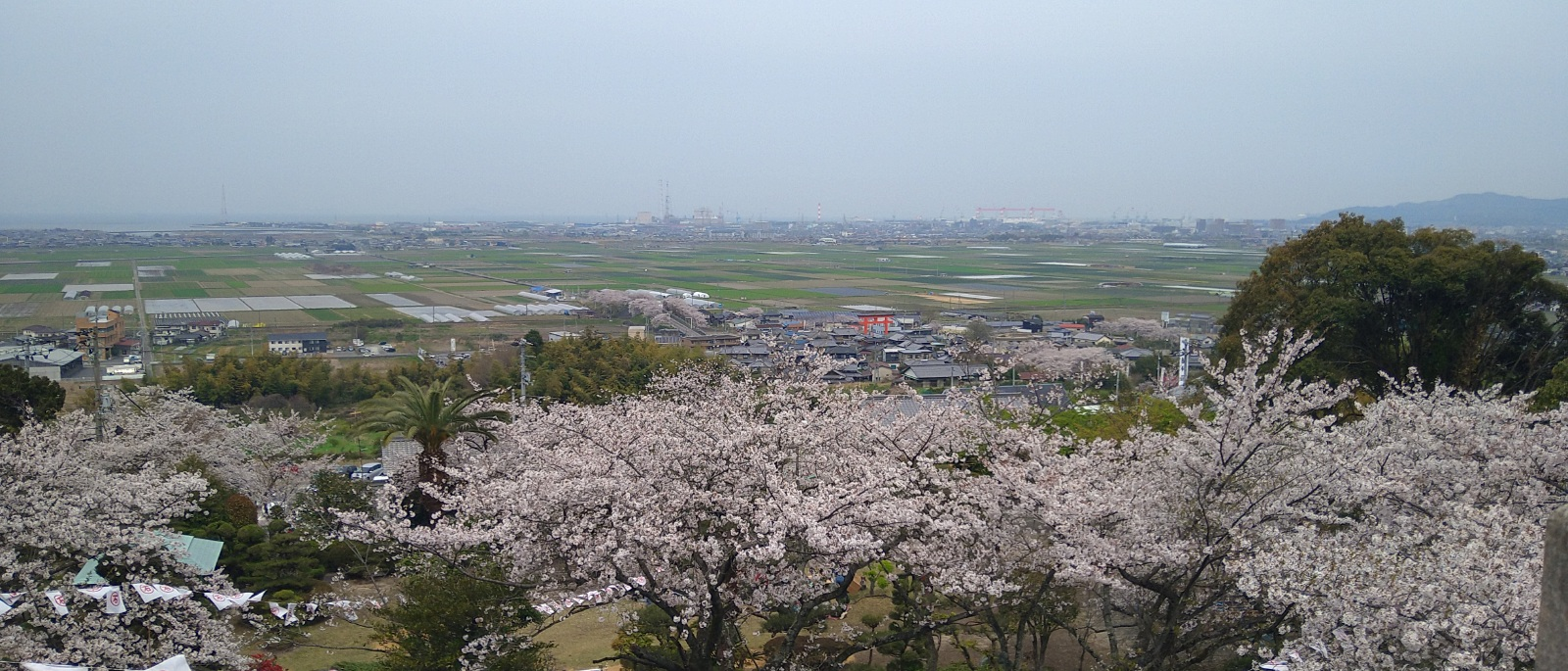
桜の神苑、遠くに朱の大鳥居（本殿脇から臨む）

- 御旅所清祓所：大鳥居を出て国道を渡った所にあり。
- 句碑歌碑：五島茂「神の山伊豫の高嶺にのぼる日に 燧の灘の波光りあ里」五島美代子「天雲を分けのぼる影もうつるかと たぎつ山水うつふして見つ」、「ちゝにむかふ厳しさして船の上ゆ いしづち山の朝すがたみる 」、松尾芭蕉「花咲きて七日鶴みる麓哉」が文学の森にある。「石鎚乃神のみ霊を拝み申す 役行者の法そしのばむ」が神変大菩薩石像の右にある。
- 石槌山常夜燈：中山川河口近くの東岸にあり。明治24年の銘。その横に「古んぴらさんへ 十九里」天保十四年の石碑。北緯33度54分36.77秒 東経133度7分55.62秒

宿泊：なし。駐車場：境内下、神門前、国道脇にいずれも無料であり。

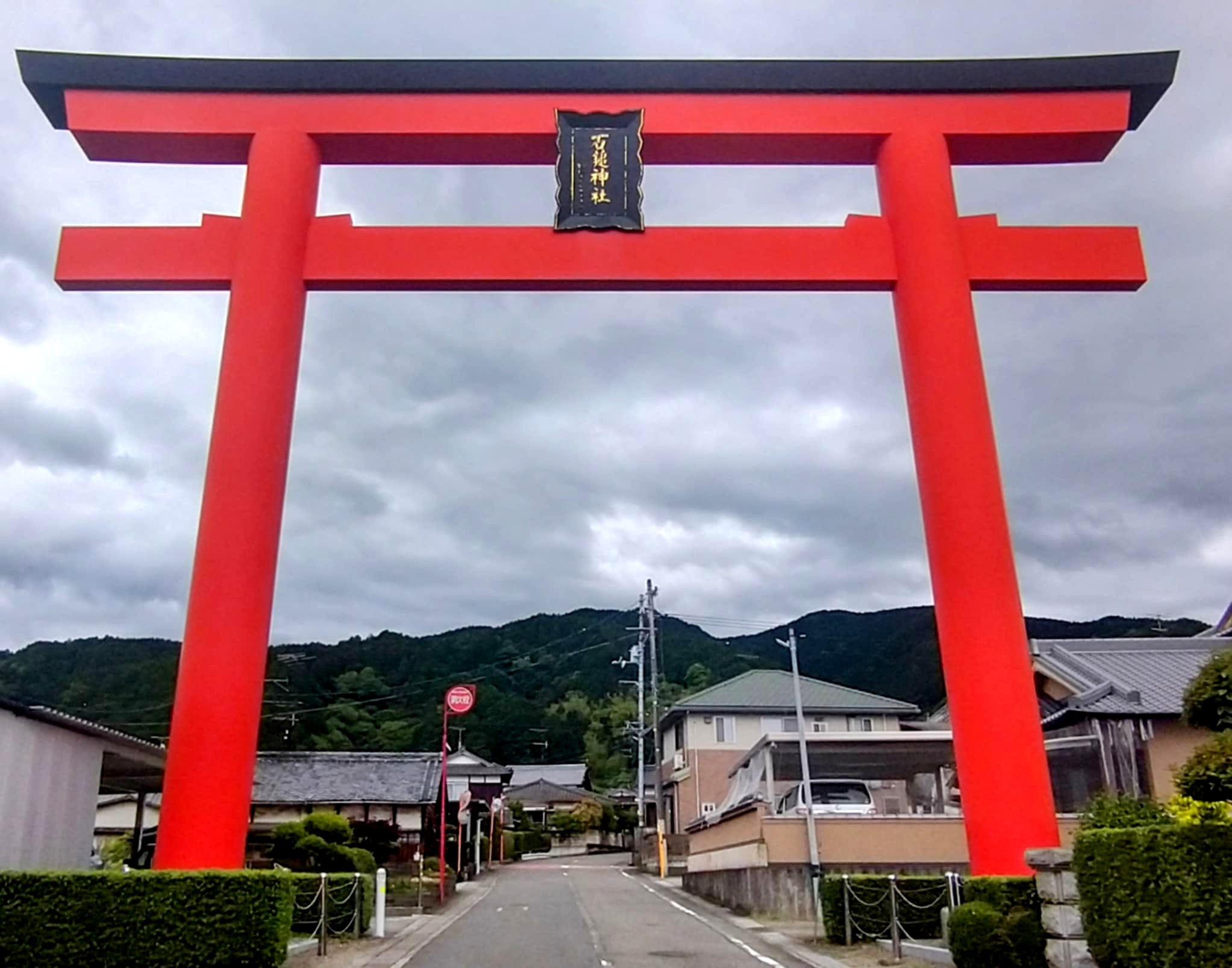
大鳥居
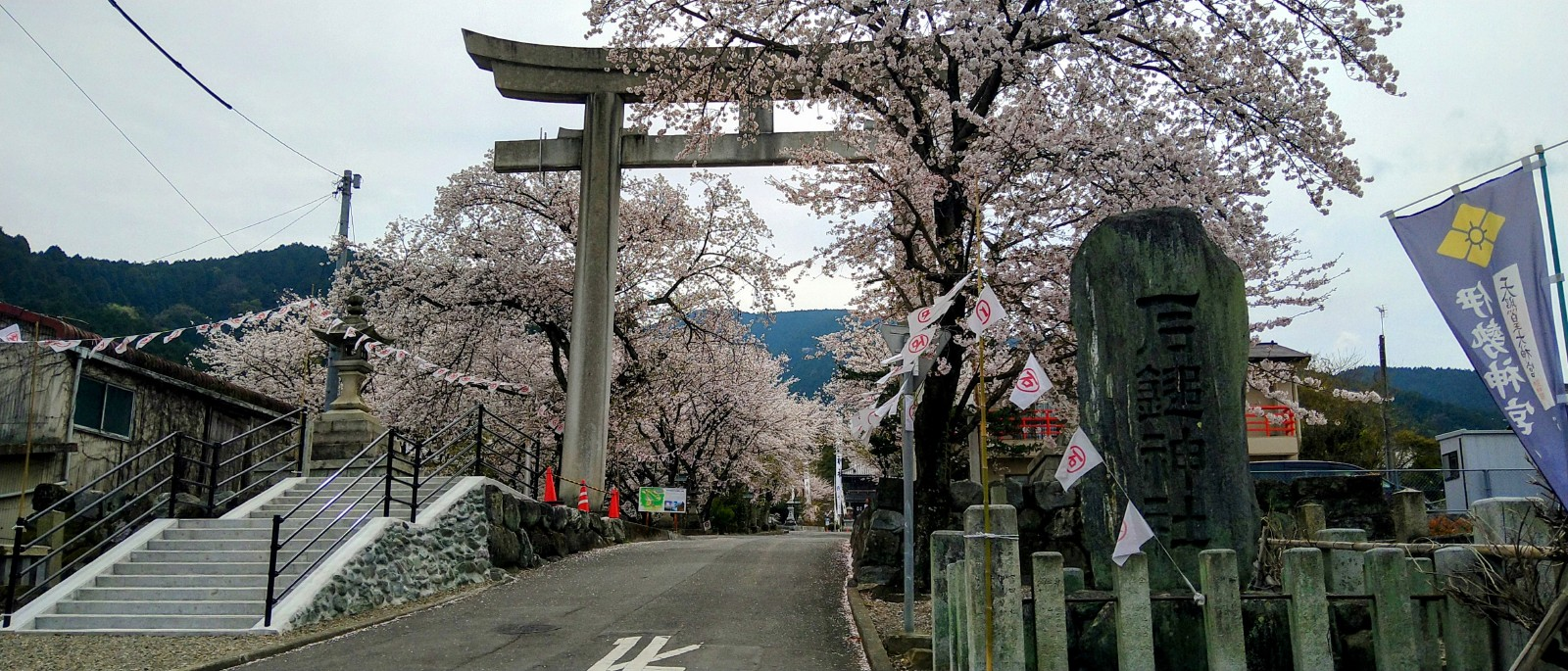
二の鳥居
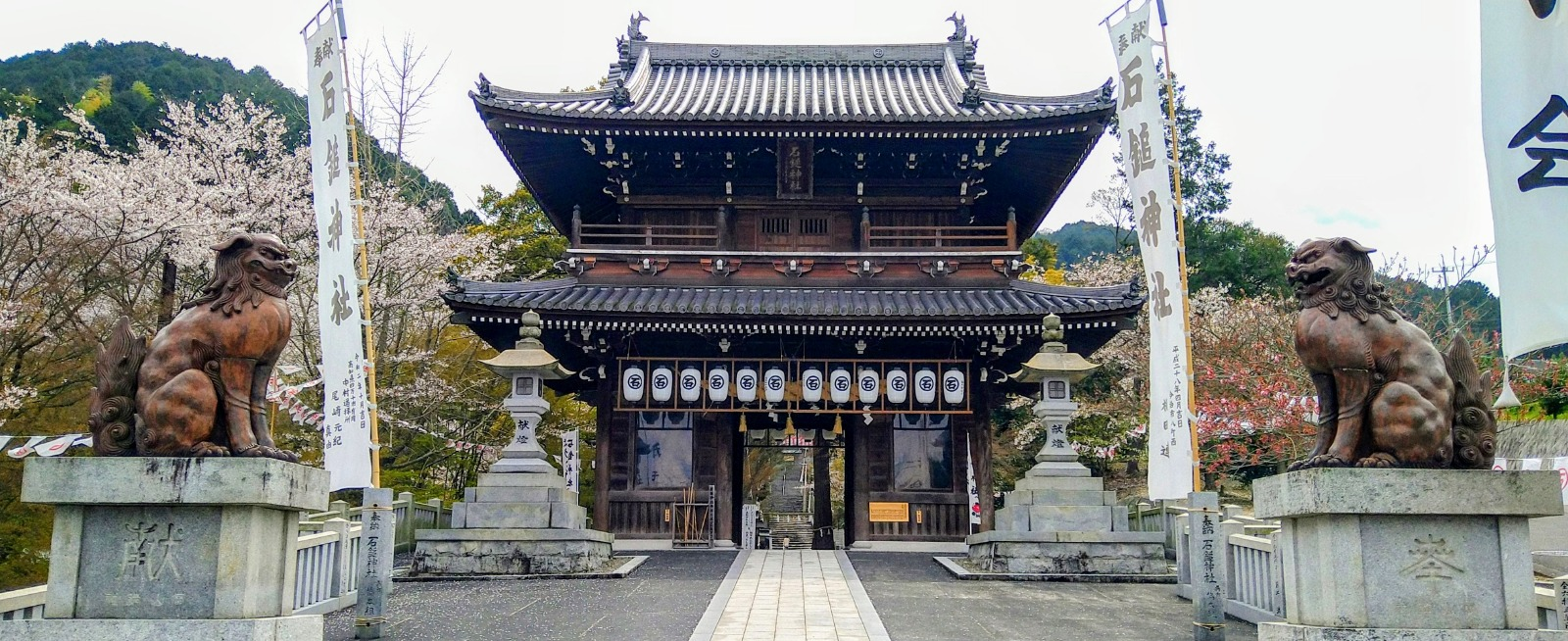
神門
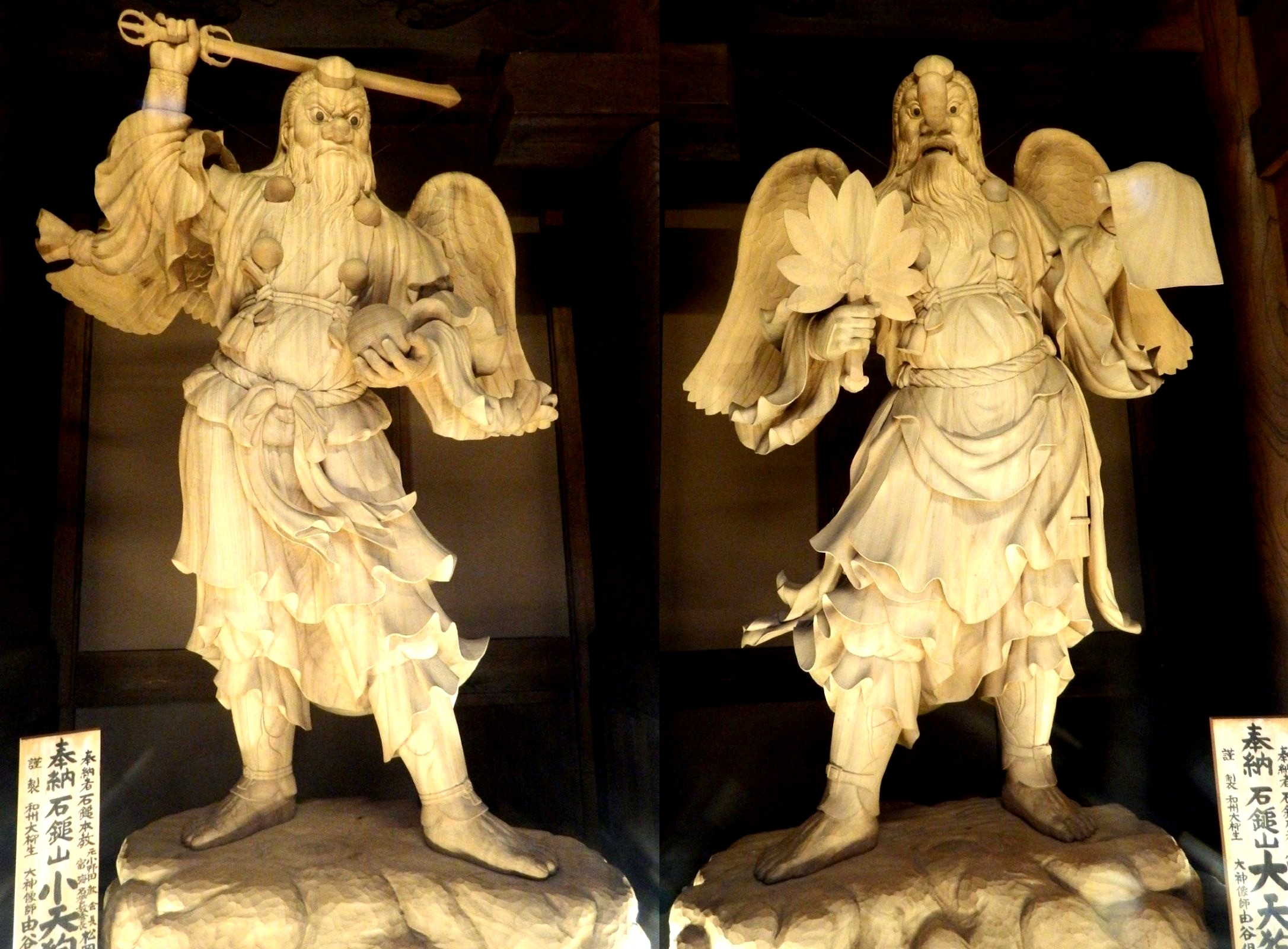
神門の大天狗・小天狗
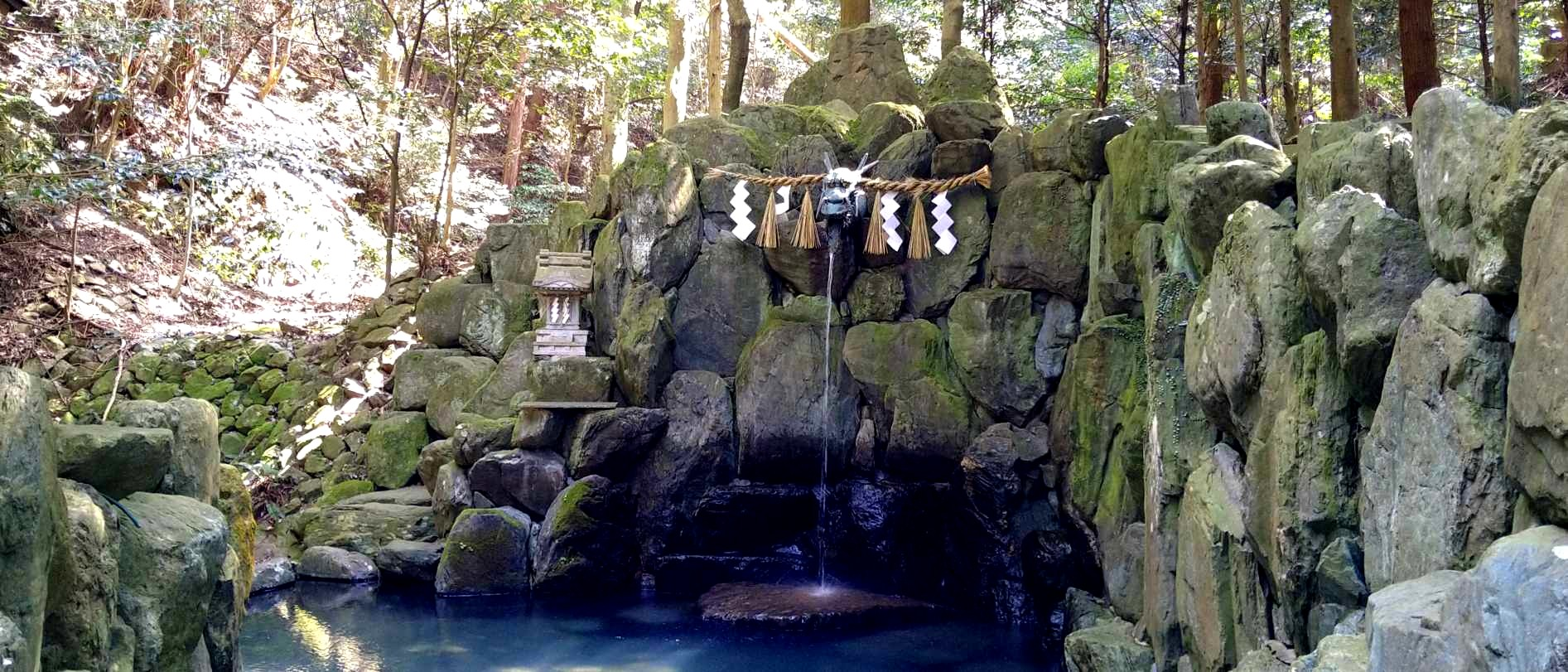
禊場
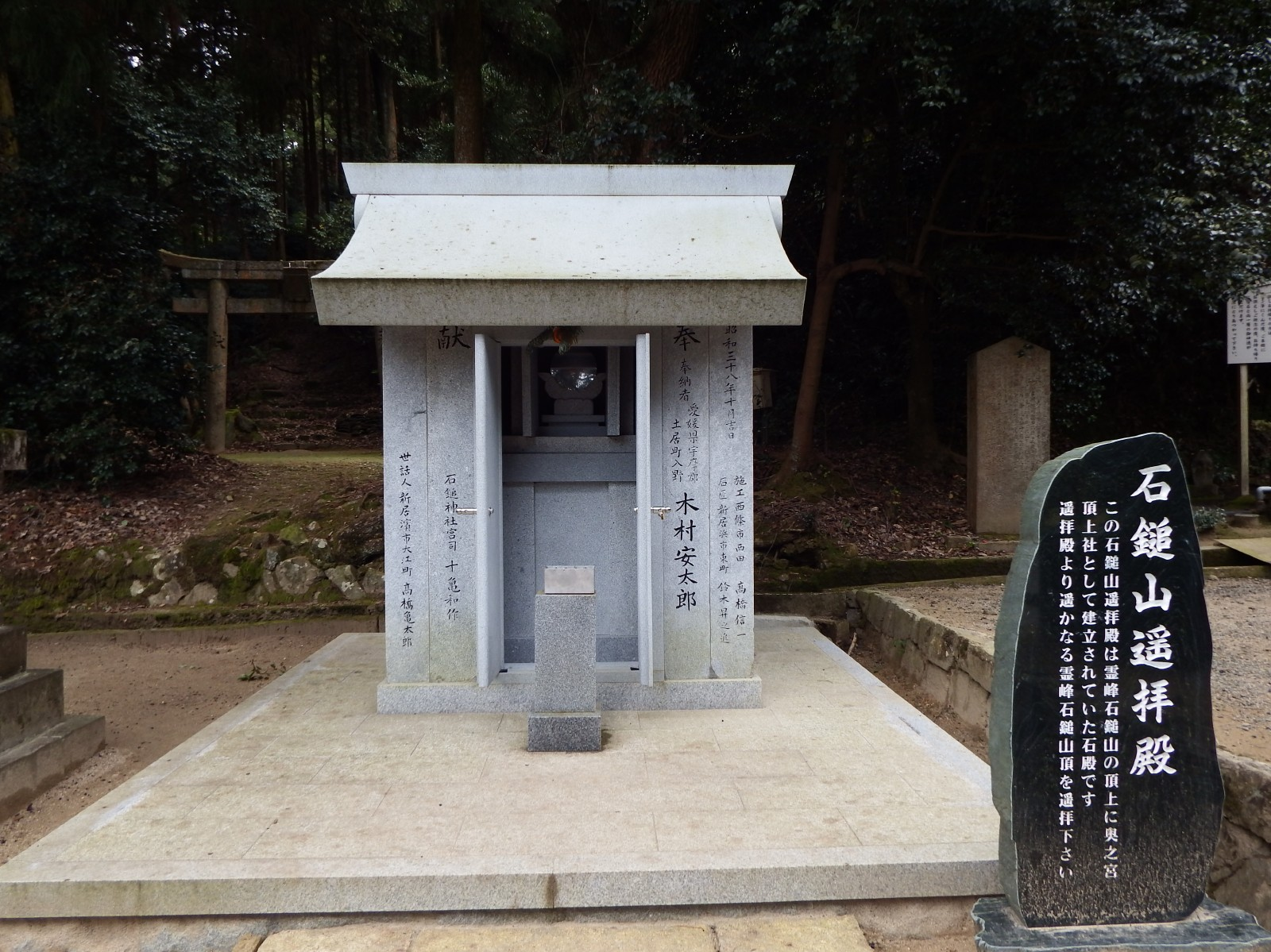
旧頂上祠

## 中宮成就社

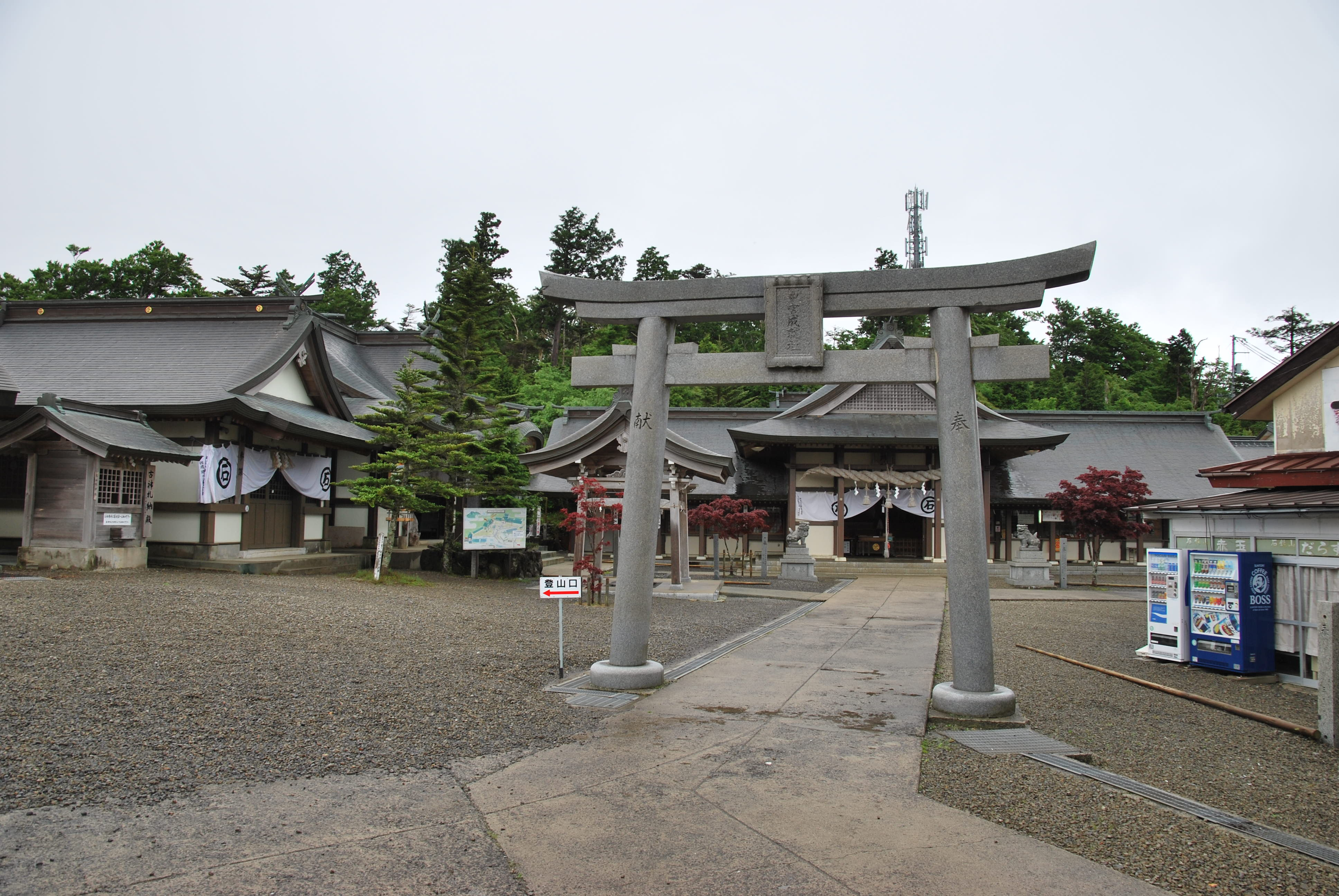
成就社

標高1400m付近にあり、ロープウェイ山上駅から0.8km、徒歩約25分。役の行者（役小角）が当山で厳しい修行をされ、ついには成就し、当地まで下山してきたとき山頂を振り返り「わが願い成就せり」と云ったといわれる。それから当地が成就社と云われるようになり、見返遥拝殿と名付けられた。
その後、寂仙菩薩が石鎚蔵王大権現と称えて深く信仰、山路を開き、登拝者を導き、常住社(中宮、成就社)が創立された。
- 一の鳥居：「石鎚山」の扁額、成就地区の入口にある石の鳥居。
- 二の鳥居：「中宮成就社」の扁額、境内入口にある石の鳥居。
- 本殿：1982年6月21日竣工。年間通して神職が常駐することから昔は「常住」の文字があてられていた。
- 見返遥拝殿：中央窓越しに石鎚山を拝する。右脇に神変大菩薩立像（2013年6月12日入魂）。

- 八大龍王社（祠）

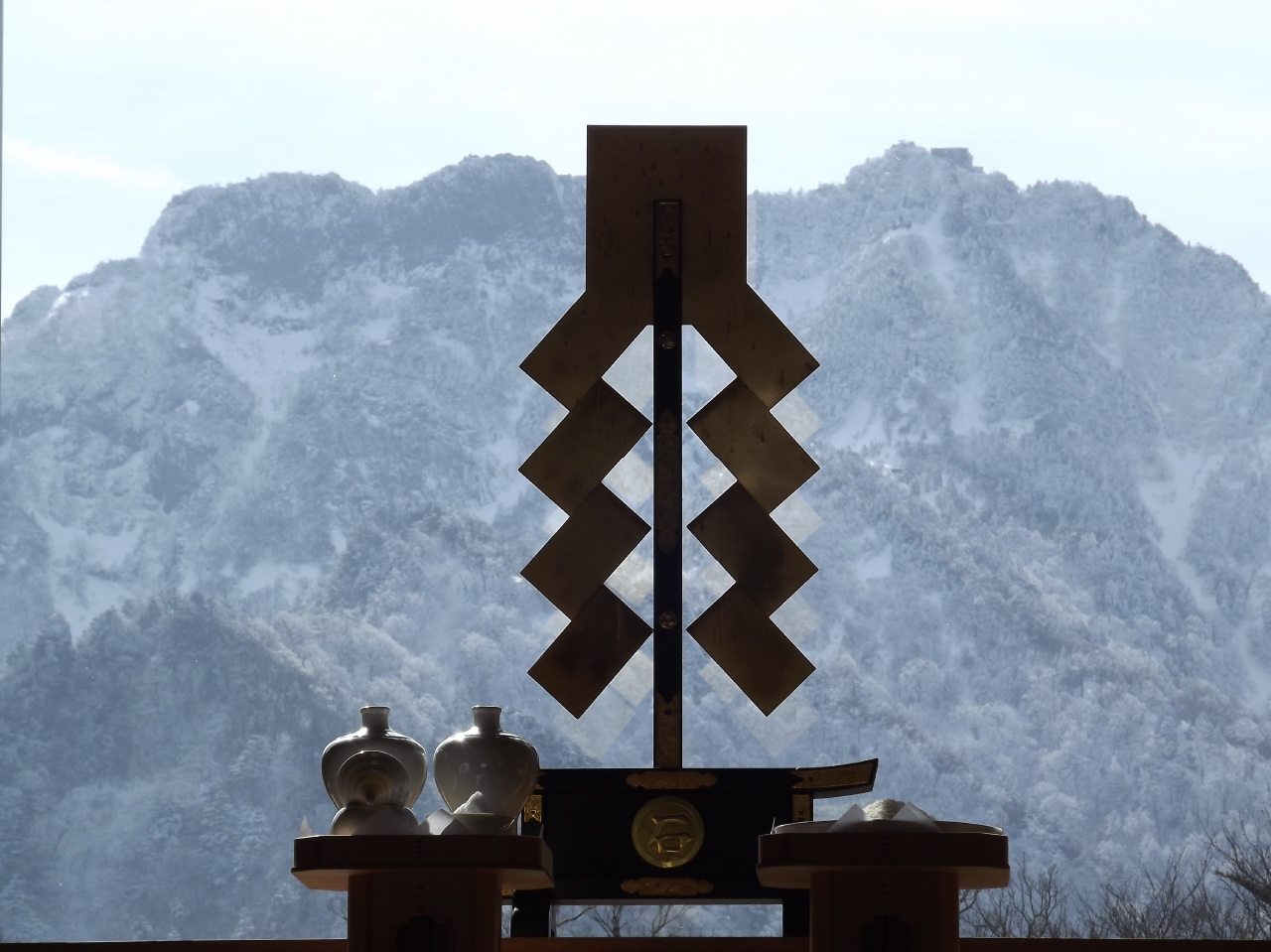
見返遥拝殿から頂上社を望む

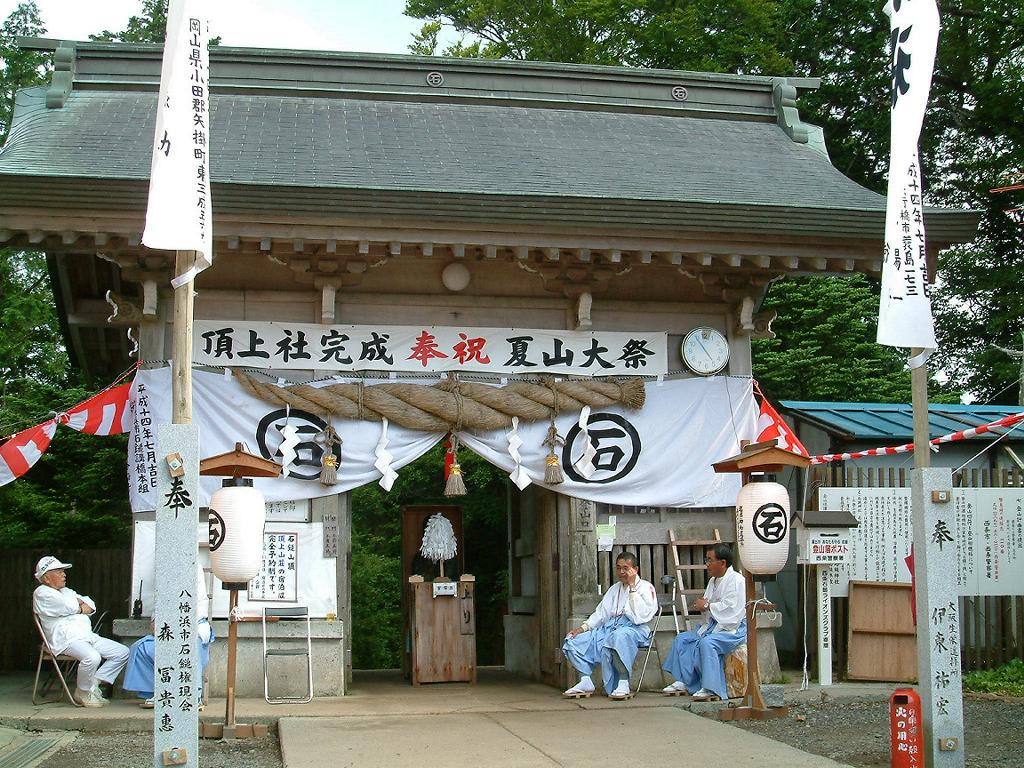
神門

- 神門（7月1日のみこれより石鎚山方向へは女人禁制）頂上社まで3.6km約3時間の登山。
- 石鎚山遥拝の鳥居：標高1330m付近にあり扁額は「石鎚神社」、成就社より八丁坂を約15分下る。1985年（昭和60年）6月建立、2010年（平成22年）5月26日建替え竣工。さらに下った最鞍部（標高1300m成就社より1km頂上社へ2.6km）が八丁である。

宿泊：3軒の旅館が隣接している。
駐車場：ロープウェイ山麓駅の下に民間有料駐車場が複数ケ所あり。
- 黒瀬峠の鳥居：西条市氷見からの切通し手前にある鳥居で扁額は「石鎚神社」。
- 今宮道登山口の鳥居：河口の今宮道登山口にある鳥居で扁額は「石鎚山」。

## 土小屋遥拝殿

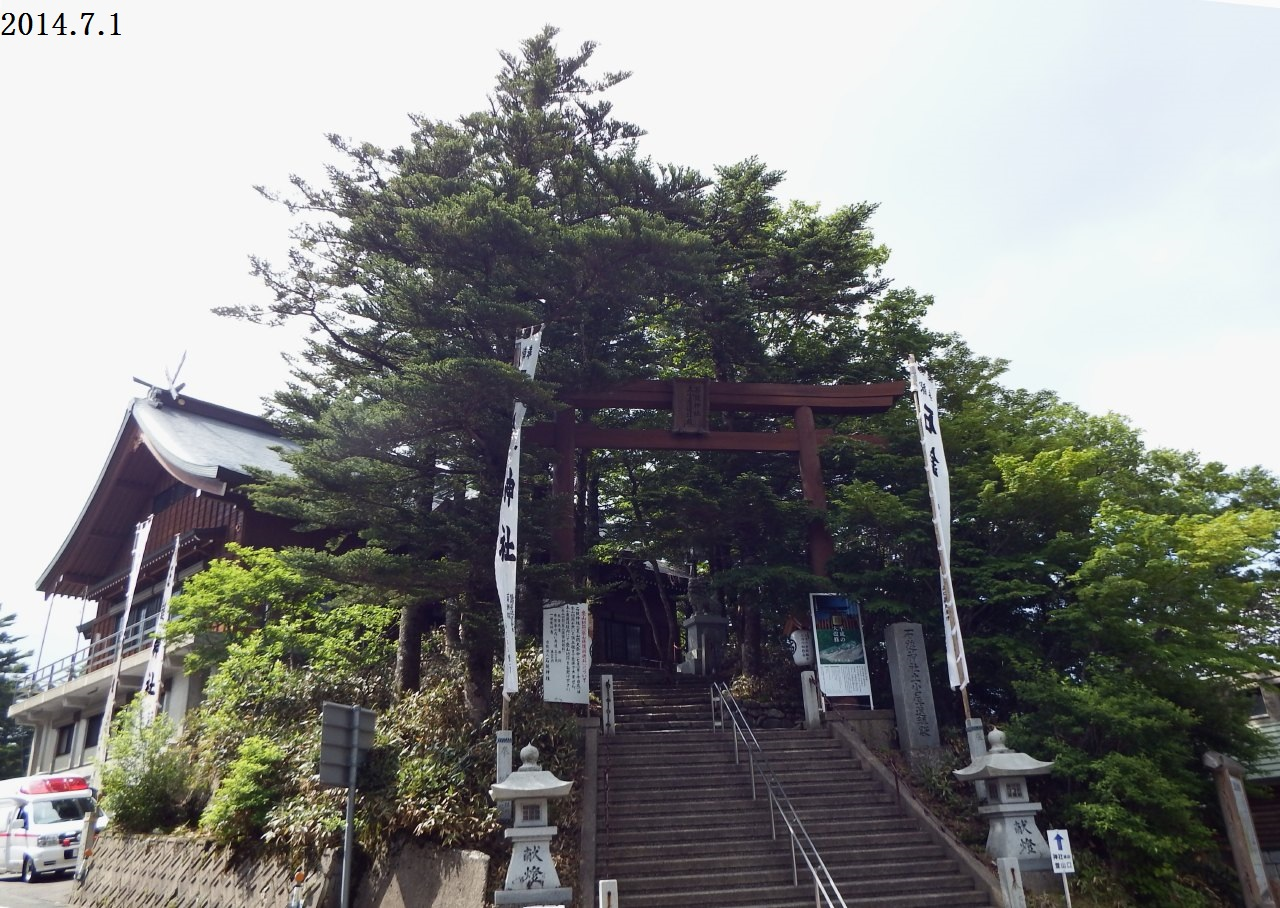
土小屋遥拝殿

- 本殿：標高1492mの土小屋にある遥拝所。1971年（昭和46年）10月23日竣工。1989年（平成元年）10月20日改築竣工。神職常駐期間　4月1日～11月末日。頂上社まで4.6km約2.5時間の登山。

宿泊：隣接して1軒の宿泊施設と国民宿舎石鎚があり、ほぼ神社と同じ期間営業している。駐車場：無料大駐車場あり。
- 石鎚国定公園入口の大鳥居：面河とスカイラインの入口前にあり。「石鎚の聖流郷面河 1982標高年記念」と書かれている。
- 面河山岳博物館：石鎚山と石鎚神社のコーナがある。

## 頂上社

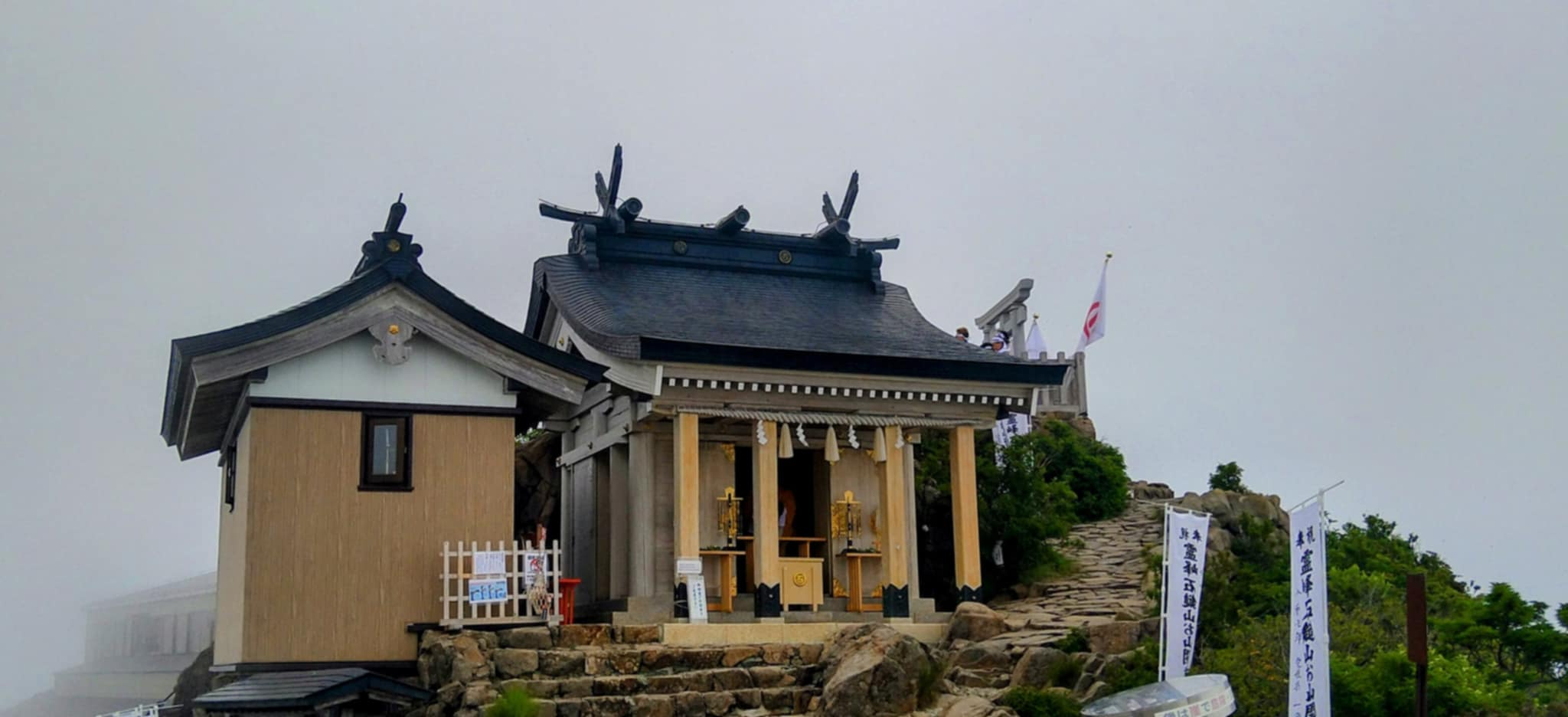
頂上社

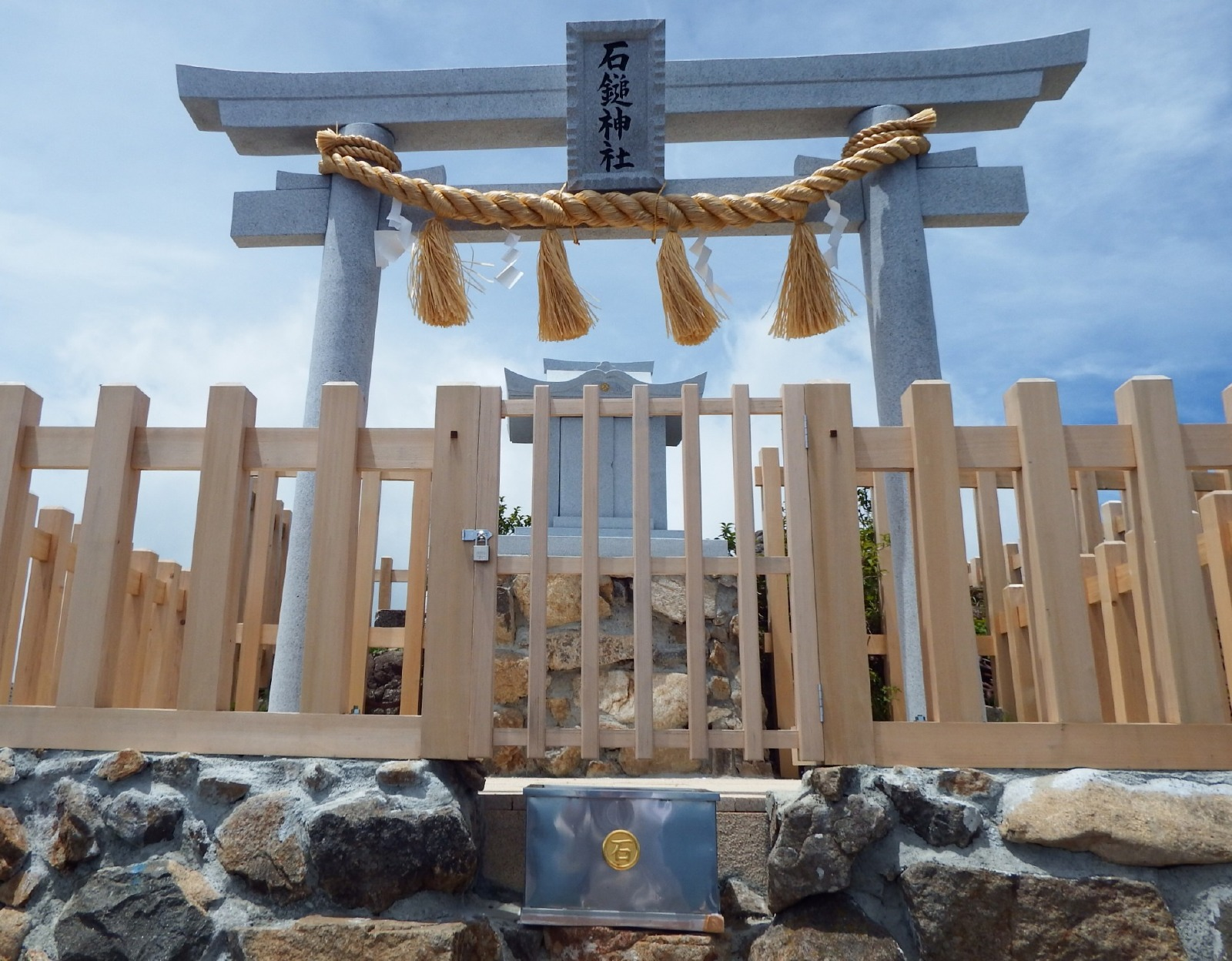
弥山頂上

- 奥宮頂上社：弥山頂上（標高1974m）にあり、社殿には三体の御神像（2002年9月28日遷座）が祀られていて、御神像拝戴（神像に触ること）ができる。2002年（平成14年）10月24日竣工。神職常駐期間5月1日～11月3日朝拝や夕拝が行われ、お守りやお札を頒布している授与所が開かれる。
- 弥山頂上の岩座に石の祠が2016年に二の鎖小屋とともに新設された。
- 頂上山荘：神社が経営する山小屋、5月初めから11月3日までは一般登山者の宿泊が可能。神職の宿泊地でもある。
- 成就社神門から頂上社までの登山道：この区間の登山道二間幅は石鎚神社の境内地である。
- 前社ケ森の鉄鎖（試し鎖・上り48m下り19m）、一の鉄鎖33m、二の鉄鎖65m、三の鉄鎖68m：石鎚山の象徴である。
- 天狗嶽：西日本最高地点（標高1982m）で石鎚神社の境内地。三十六王子社の36番である。
- 二の鎖下の木の鳥居：成就コースと土小屋コースの合流地点にある。また、ここには避難小屋・有料トイレ・野営地がある。

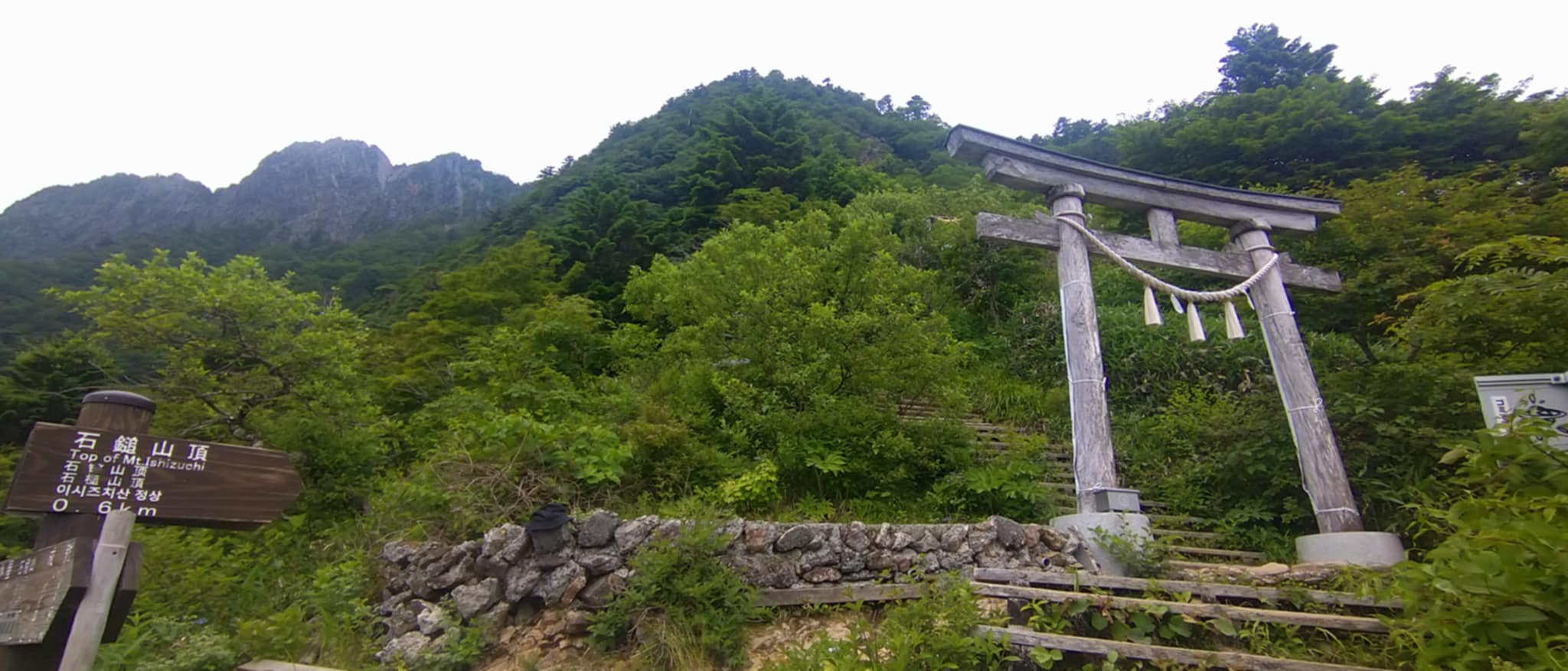
二の鎖下の木の鳥居
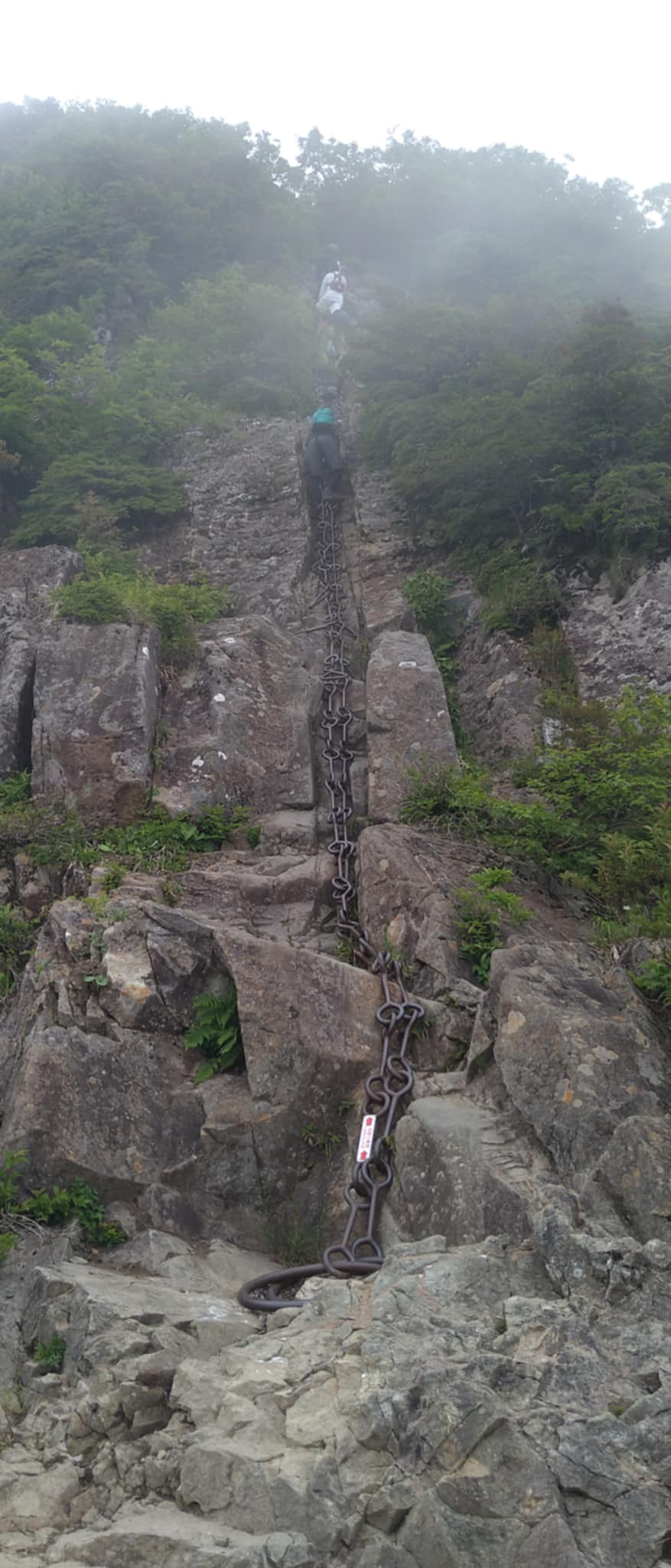
三の鎖
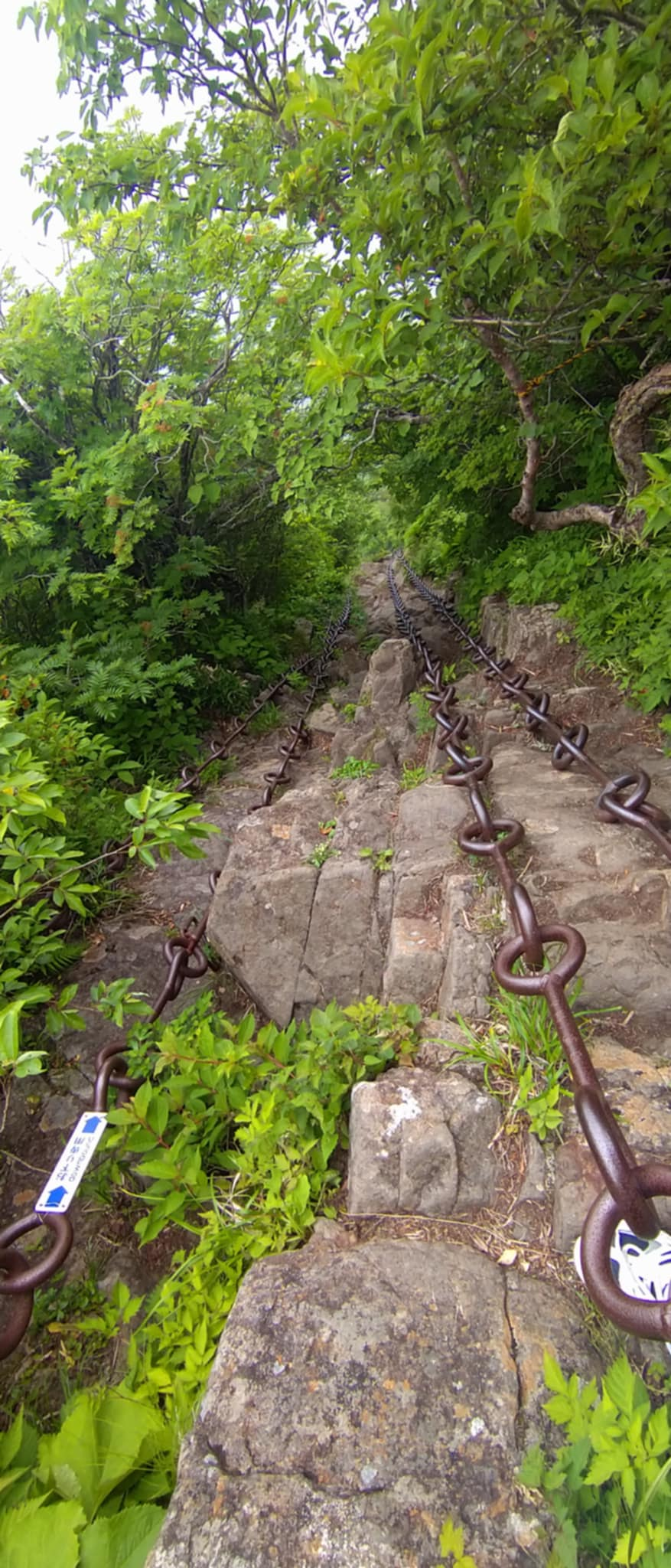
三の鎖を見下ろす
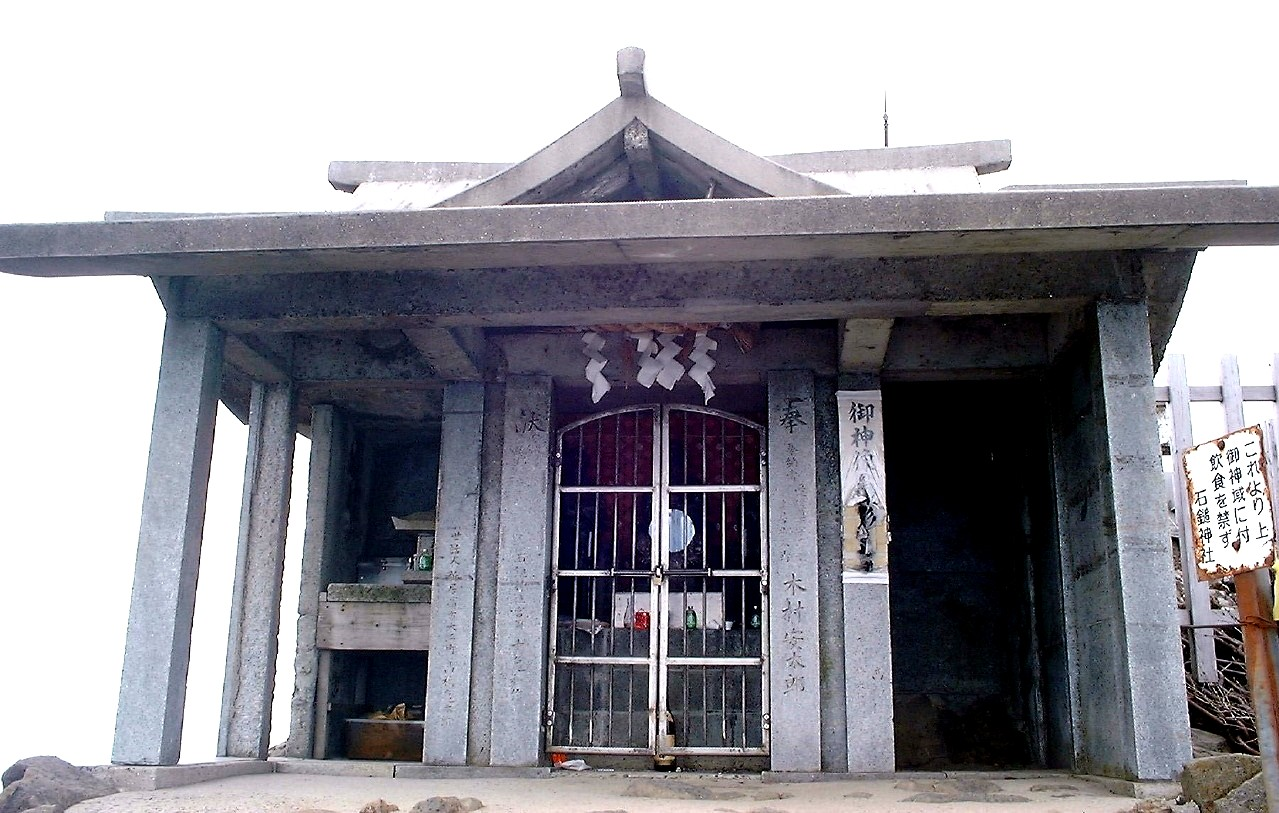
旧頂上社

女人禁制の夏山開き大祭での解除
1946年7月6日より解除
1964年7月3日より解除
1982年7月2日より解除現在に至る
鎖の歴史
1779年　弥山の鎖切れる
1855年5月17日　二の鎖の切れたるを修復す
1928年5月　一の鎖掛け替え
1961年6月3日　二の鎖新設（各一条から各二条へ）
1990年5月13日　三の鎖上り二条掛け替え工事完了
1991年5月13日　三の鎖下り二条掛け替え工事完了

## 年中行事

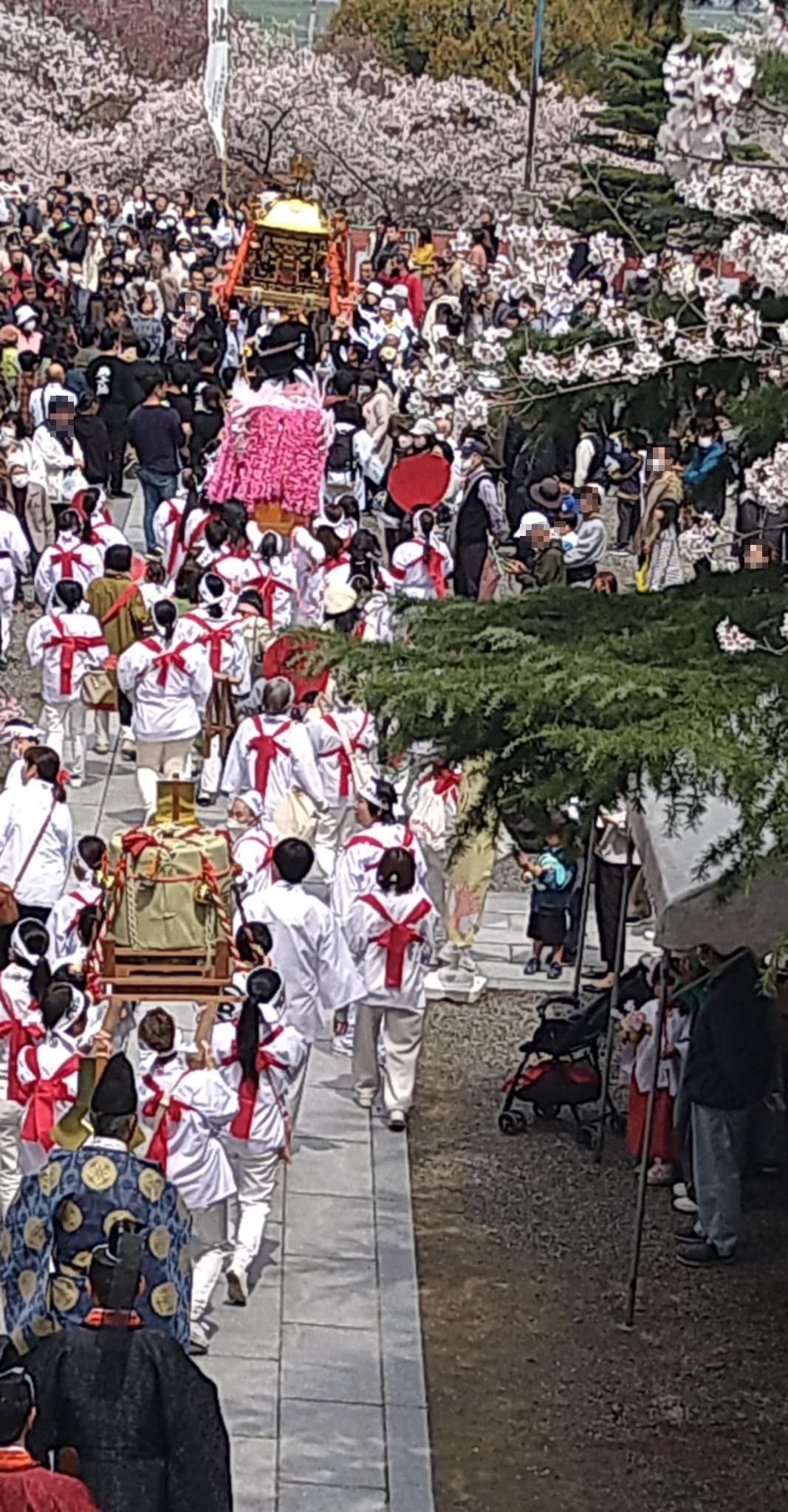
神輿・花神輿・酒樽神輿の出陣
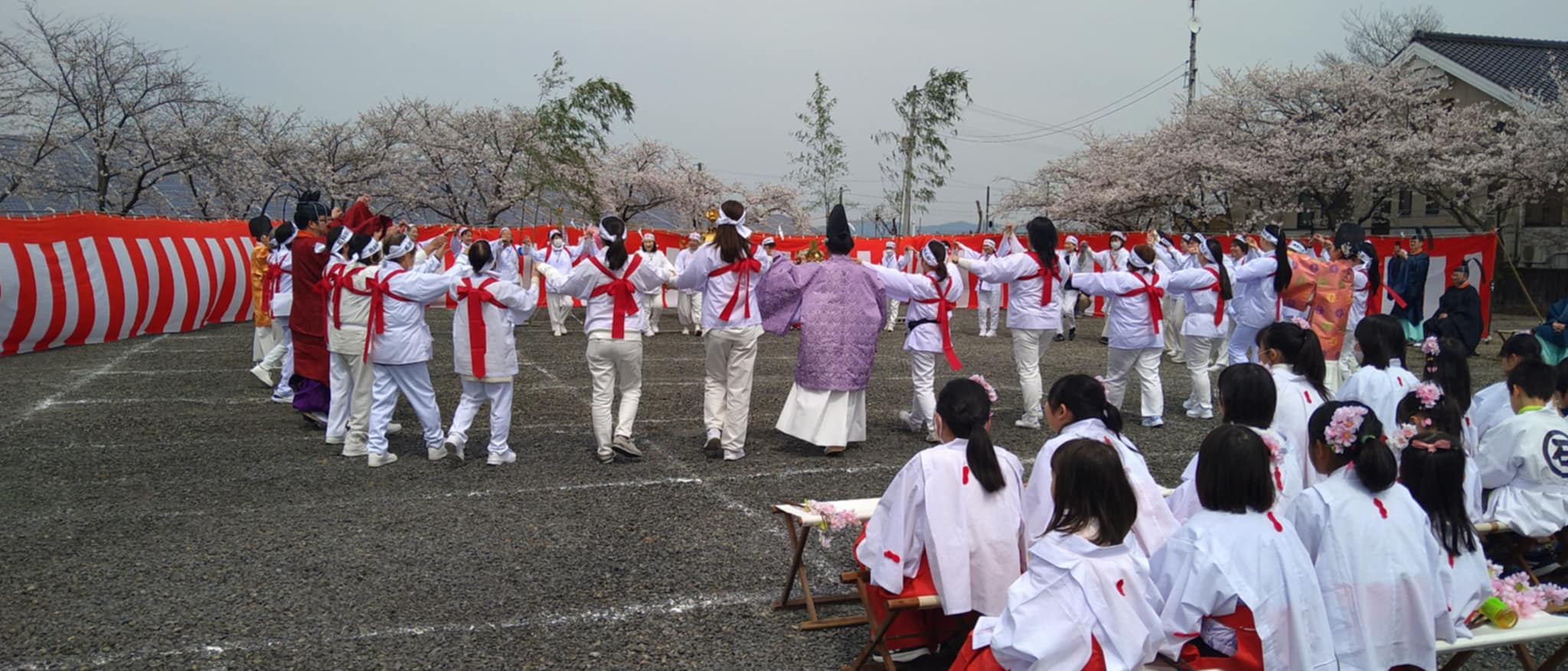
御旅所での神事
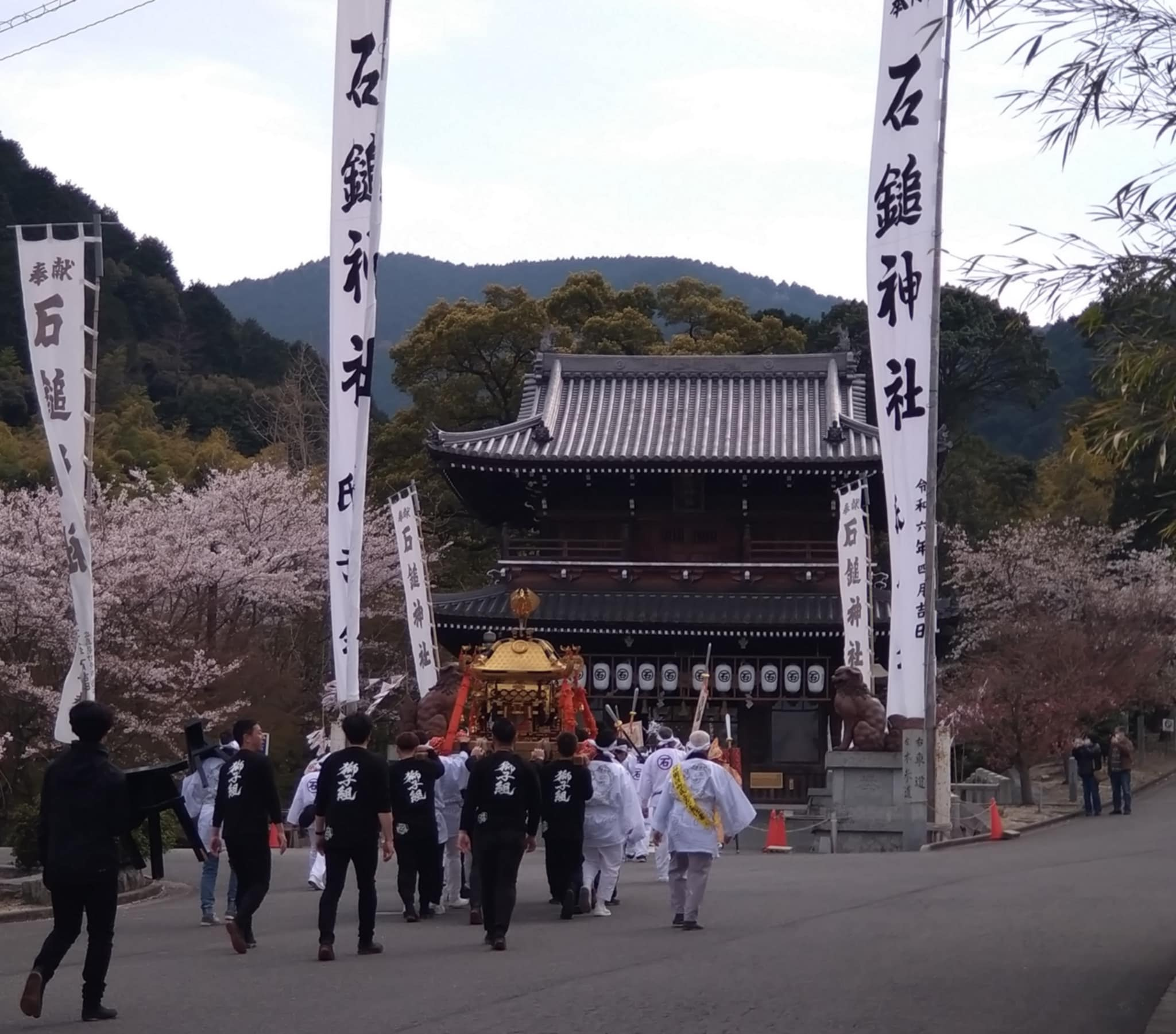
神輿の帰還（神門にて
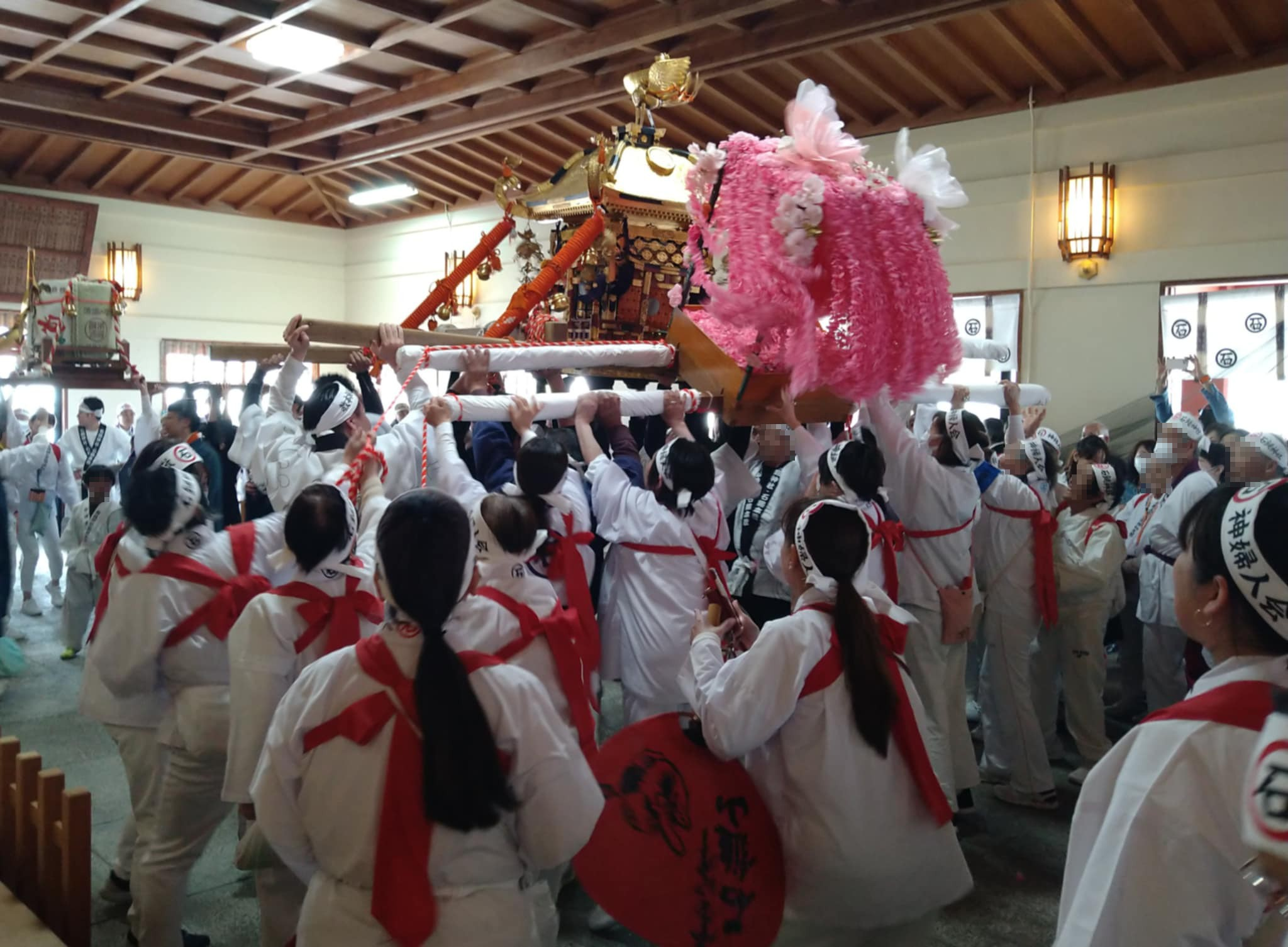
本社本殿でのかき上げ

| 日付                             | 祭祀 |
| -------------------------------- | --- |
| 1月1日                           | 元旦祭 |
| 1月3日                           | 方違社例祭                                                                                                  |
| 1月15日                          | 長寿祭 |
| 2月1日                           | 年賀厄除祭                                                                                                  |
| 2月3日                           | 星祭り祈願納め祭、古神札神納浄火祭、本社：午後0：00豆まき・うどん接待                                       |
| 3月15日                          | 綜合摂社祭                                                                                                  |
| 4月4日                           | 桜まつり前夜祭                                                                                              |
| 4月5日                           | 石鎚神社春季例大祭、本社：正午と午後3時餅投げ、午後2時御神像拝戴                                            |
| 4月6日                           | 祖霊殿春季大祭、合祀祭                                                                                      |
| 4月7日                           | 桜まつり後宮祭                                                                                              |
| 6月17日                          | 厳島社例祭                                                                                                  |
| 旧暦6月13日                      | 天皇宮例祭                                                                                                  |
| 6月30日                          | 午前7：30御神像本社出御祭、午後3：30成就社着御祭                                                            |
| 7月1日                           | 午前6：30御神像成就社出御祭、午前10：00頂上社着、お山開き大祭初日祭、祭典後成就社でのみ餅投げ               |
| 7月2日                           | 女人登拝開始                                                                                                |
| 7月5日                           | 午前10：00山開き大祭中日祭、祭典後成就社でのみ餅投げ                                                        |
| 7月7日                           | 午前10：00成就社で当病平癒祈願祭、午後7：00神楽舞奉納                                                       |
| 7月10日                          | 午前10：00お山開き大祭終了祭、午前11：30御神像頂上社出御祭、午後2：00成就社着御祭、祭典後成就社でのみ餅投げ |
| 7月11日                          | 午前7：00御神像成就社出御祭、午後0：00本社着、御神像還宮祭、御開帳                                          |
| 7月15日                          | 三倍神社祭、天皇宮夏越祭                                                                                    |
| 10月4日                          | 秋まつり前夜祭                                                                                              |
| 10月5日                          | 石鎚本教秋季例大祭（秋まつり）本社：午後2：00餅投げ                                                         |
| 10月6日                          | 祖霊殿秋季大祭、合祀祭                                                                                      |
| 10月7日                          | 秋まつり後宮祭                                                                                              |
| 10月10日                         | 三倍神社例祭、大石社例祭                                                                                    |
| 10月第1日曜～11月3日迄の日曜祭日 | 成就社もみじまつり（成就社：10月の毎週日曜午後2：00餅投げ）                                                 |
| 10月23日                         | 土小屋遥拝殿大祭                                                                                            |
| 11月1日                          | 石鎚神社大麻頒布式                                                                                          |
| 11月15日                         | 七五三宮詣                                                                                                  |
| 12月冬至                         | 星祭り祈願始め祭（2月3日節分祭迄）                                                                          |
| 12月31日                         | 大祓式、除夜祭                                                                                              |
| 毎月1日、15日                    | 月次祭 |
| 毎月15日                         | 祖霊殿命日祭                                                                                                |
| 1月、5月、9月の各11日            | 経営成就祈願大祭 （中宮成就社）                                                                             |

本社　春大祭
- 神輿・花神輿・酒樽神輿の出陣
- 御旅所での神事
- 神輿の帰還（神門にて
- 本社本殿でのかき上げ

## 先達
石鎚大神の氏子、赤子になることである先達制度があり、階級は17階級ある。
7月1日から10日の御山開き大祭の期間中に本社、成就社、土小屋遥拝殿で申請する。
申請条件は、小学校を卒業している方で、山頂登拝3回以上であれば自主申告で最初の先達に申し込める（登山直前に頼んでおけば、 下りてきたときに頂いて帰れる）。
以降、昇進は御山開き大祭の期間中に申請しその階級に応じた昇進初穂料を納めば昇進できる。なお、新先達から付与される先達会符（木札）を携帯すれば入山料（500円）が免除になり、笏（しゃく）は特別大監長以上で付与、袈裟は元老以上で付与される。

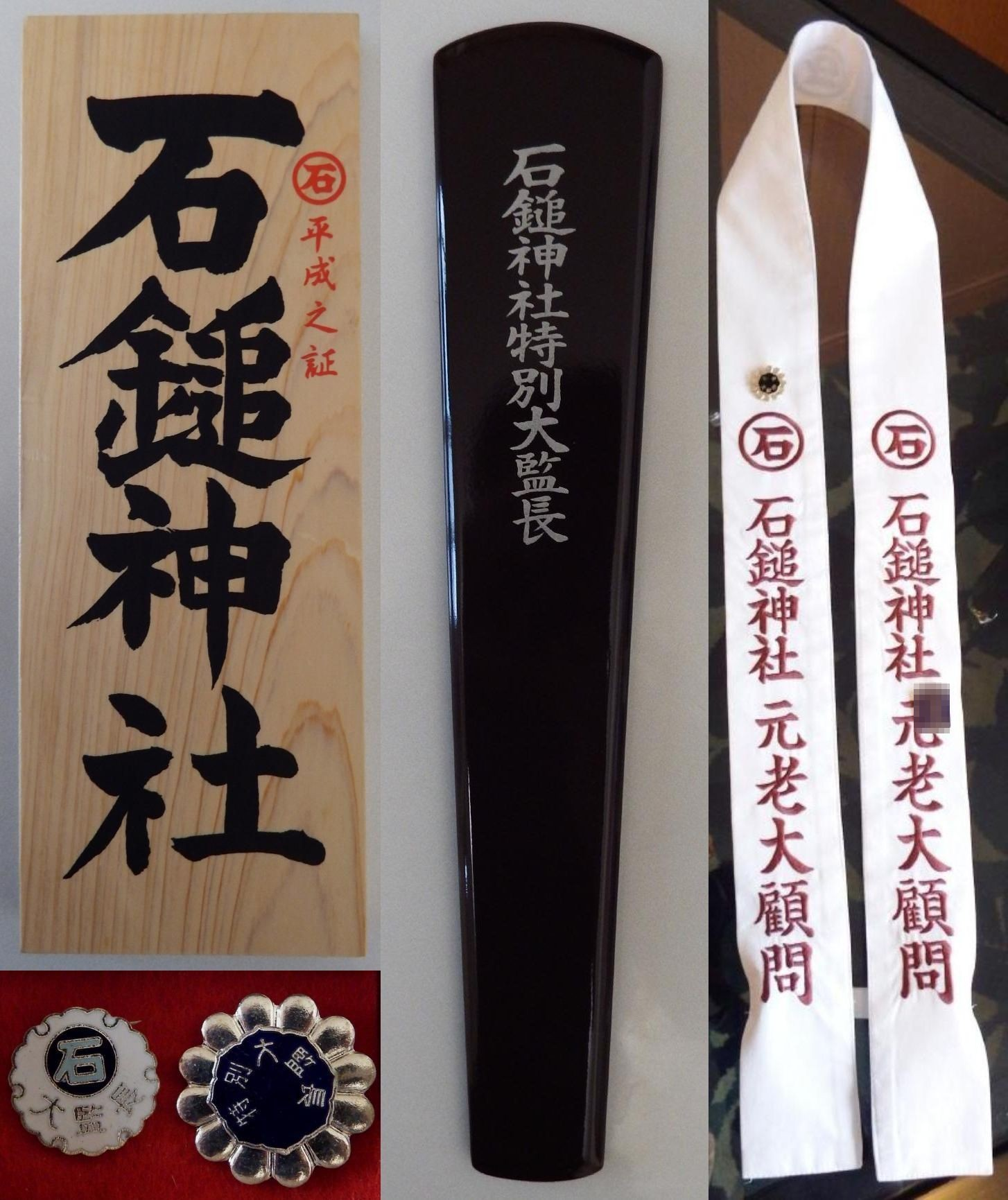
先達会符（左上）、バッジ（左下）、笏（中）、袈裟（右）

階級
01　先達拝命と同時に副取締役（初穂料5000円、元老までは丸一年後毎に昇進可能）、02　取　締（3000円）、03　副大取締（4000円）、04　大取締（4000円）、05　副大会長（5000円）、06　大会長（6000円）、07　副監長（7000円）、08　監　長（8000円）、09　副大監長（9000円）、10　大監長（1万円）、11　特別大監長（12000円）、12　特選部長（14000円）、13　名誉大監長（16000円）、14　名誉部長（21000円）、15　元　老（4万円、満年齢40歳以上）、16　元老顧問（5万円、丸2年後に昇進可能）、17　元老大顧問（6万円、丸3年後に昇進可能）、18　神鏡笏（丸4年後に昇進可能、満年齢55歳以上、各所で推薦のうえ役員会で審査し功労章として下付）
ただし、70歳以上は元老顧問・元老大顧問へも毎年昇進可能、参拝の有無は不問。（令和7年7月1日より改正）
歴史
1780年　鎖の掛け替え功労者木地屋市左衛門が一番先達会符を受ける。
1883年1月30日　役会符発行（石鎚山先達）
1915年　同神社の財政難の時代に初穂料百円を奉献した先達に限定100本の特別会符（通称：黒会符）を発行。
1915年6月8日　石鎚山登山料収納を県に上申。登山保護の制度を確立し登山会符を整理（先達会符・特別会符発行）。これ以降、各地に崇敬組合、遥拝所設置される。
2004年7月　石鎚山先達　元老以上昇進者に襟章を贈呈。
2010年7月　石鎚神社　子供会符の頒布開始。
2011年1月1日　役会符の廃止しバッジのみの授与とする。

## 石鎚山旧跡三十六王子社
里宮本社から中宮成就社を経て奥宮頂上社へ至る往古の参道沿いに作られた36の王子社で、何も残っていないところもあったらしいが、現在は復興され、年に一度、石鎚神社里宮から参拝登山が敢行されている。

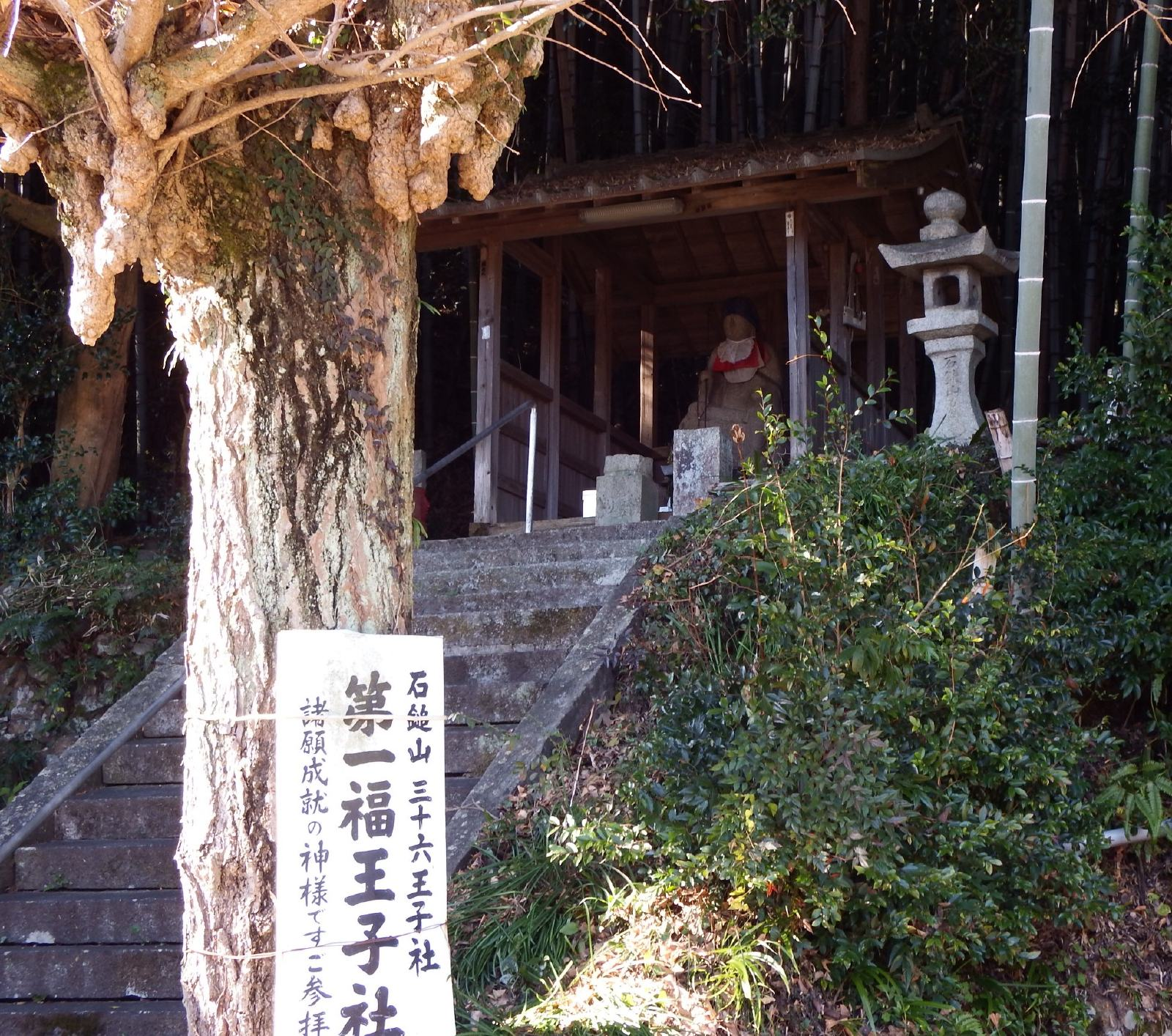
第1福王子社
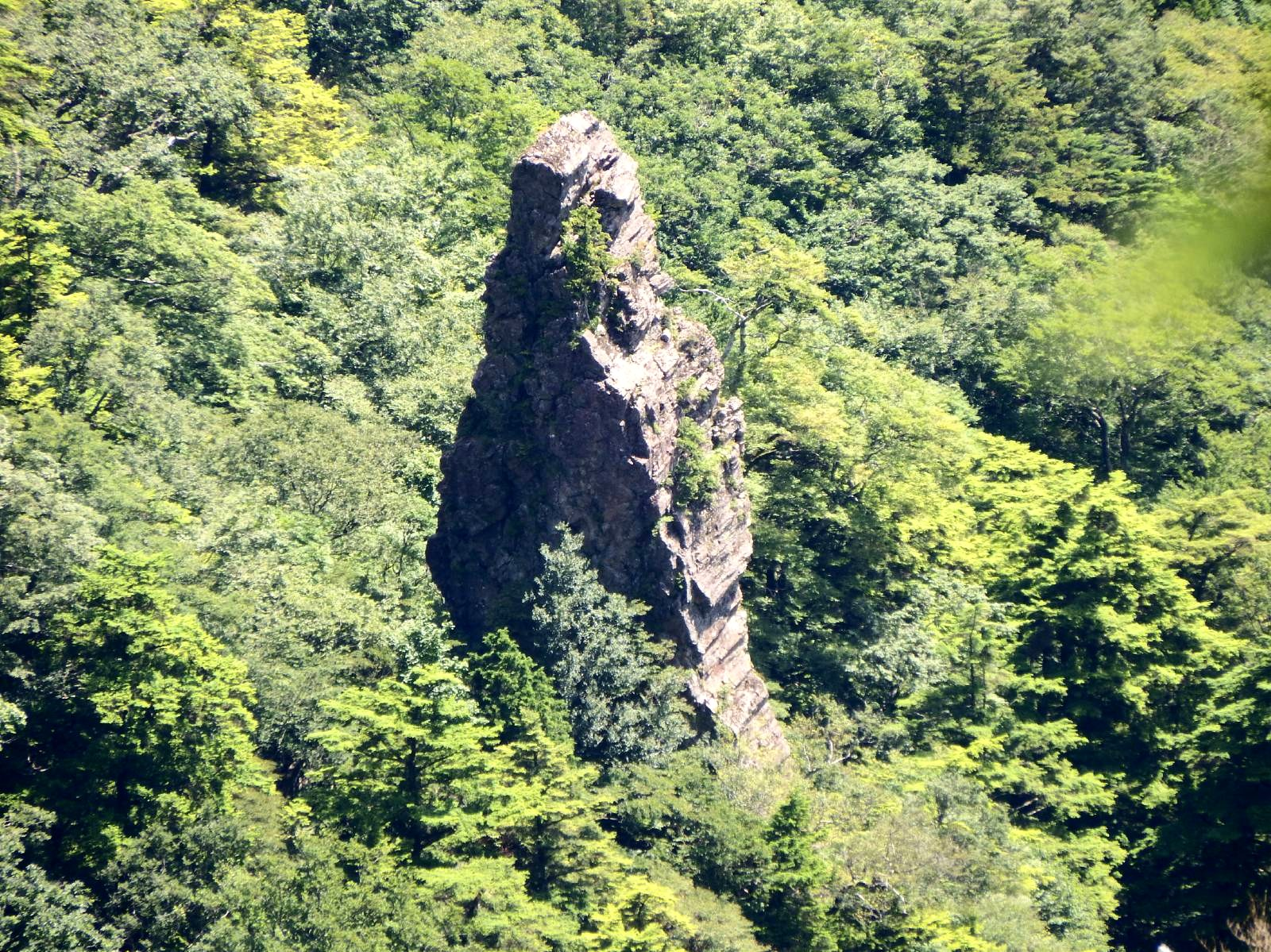
第25御塔石王子社
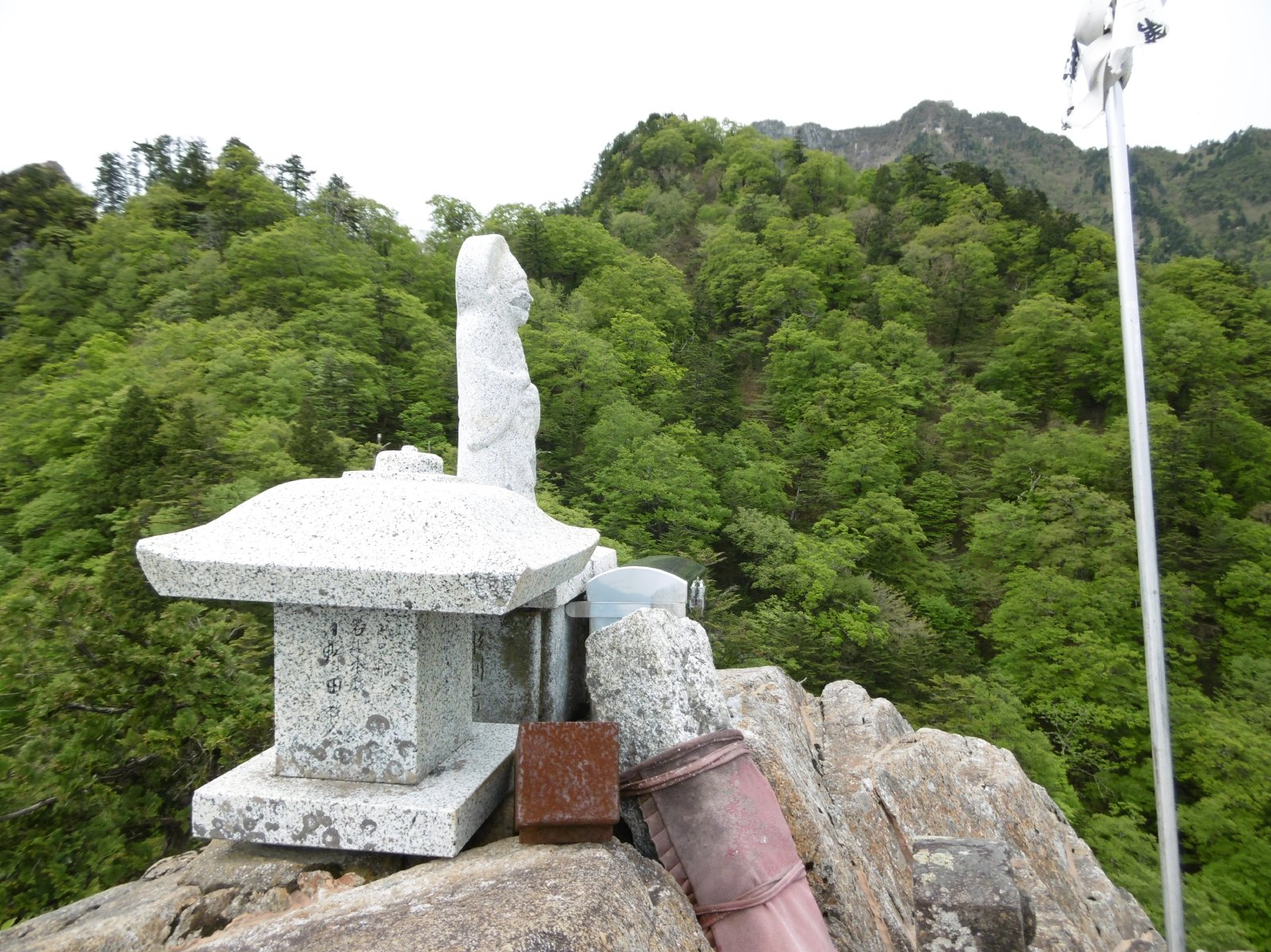
第29前社森王子社
第34夜明峠王子社
第36天狗嶽王子社

| 第 | 王子社         | よみかた             | 解説 |
| -- | -------------- | -------------------- | --- |
| 1  | 福             | ふく                 | 昔石仙高僧がこの地で野宿したとき夢枕に福の神が現れ祈願したと伝えられる。                                                     |
| 2  | 桧             | ひのき               | 昔成就社本殿を作り終えた左甚五郎が用材の桧の杖を突き立て帰ったあとそこから芽がでたといわれる                                 |
| 3  | 大保木         | おおふき             | 大保木字覗にあり。 |
| 4  | 鞘掛           | さやかけ             | 庄屋高須賀蔵人が召喚される折、刀を抜き鞘を掛け祈願したことから。                                                             |
| 5  | 細野           | ほその               | 中奥字細野にある。 |
| 6  | 子安場         | こやすば             | 初登山の児童はここで元結をしたことから。                                                                                     |
| 7  | 今宮           | いまみや             | 三碧峡にあり、この川を垢離取り川として身を清めて登った。                                                                     |
| 8  | 黒川           | くろかわ             | 黒川谷の水音が聞こえるところ。                                                                                               |
| 9  | 四手坂         | しでざか             | 急坂で四つん這いになって登ったことから呼ばれる。                                                                             |
| 10 | 二ノ           | にの                 | 鉄の鳥居と鉄の祠が祀ってある。                                                                                               |
| 11 | 小豆禅定       | あずきぜんじょう     | ものもらいのとき、小豆を供えて願をかけ治ったという。                                                                         |
| 12 | 今             | いま                 | 人が行かない狸が住んでいると云われ、土地の人が「いまおやじ」と呼んでいる。                                                   |
| 13 | 雨乞           | あまこい             | 日照りの時、雨乞いをしたところ。                                                                                             |
| 14 | 花取           | はなとり             | 祭典に捧げる華（しきび）を取ったところ。                                                                                     |
| 15 | 矢倉           | やぐら               | 海も山々も望めて眺望よく、開祖石仙高僧が神在ますことを明らかにせんと祈念したと云われるところ。                               |
| 16 | 山伏           | やまぶし             | 頂上参拝の折、ここで一夜籠って祈願した即ち山に伏す野宿の行場である。                                                         |
| 17 | 女人返         | じょにんかえし       | 女性はここで遥拝しこれより先は女人禁止だった。                                                                               |
| 18 | 杖立           | つえたて             | 明治初年まで参詣者はお山杖をここに立置き、無杖で登山していた。                                                               |
| 19 | 鳥居坂         | とりいさか           | 昔、ここに鳥居があったが、現在は成就社の神門に移されている。                                                                 |
| 20 | 稚子宮鈴之巫女 | ちごのみやすずのみこ | 成就社にあり本殿と並ぶ石標が王子である。                                                                                     |
| 21 | 大元           | おおもと             | 西ノ川本郷にあり、大元大権現を祀っている。                                                                                   |
| 22 | 恵比須滝       | えびすたき           | 大木の下にある祠に素焼の恵比寿大黒像が祀ってある。                                                                           |
| 23 | 刀立           | かたなたて           | 昔石仙高僧が帯刀をこの岩に立て置き登山したと云う。                                                                           |
| 24 | 御鍋岩屋       | おなべいわや         | 岩が重なり合い岩屋となっていて、石仙高僧が米を鍋で炊いたといわれるところ。                                                   |
| 25 | 御塔石         | おとういし           | 高さ78mと云われる自然石の石柱の元に祀られている。                                                                            |
| 26 | 窟の薬師       | いわやのやくし       | 三角形の割れ目のような岩屋に薬師如来石像が祀ってある。                                                                       |
| 27 | 祈滝           | いのりたき           | 役行者が山中を彷徨い諦めかけた折、現れた老人に諭され再び奮い立ち祈願した。                                                   |
| 28 | 八丁坂         | はっちょうさか       | 表参道八丁坂である。 |
| 29 | 前社森         | ぜんじゃがもり       | 試し鎖を登り切った突き立った岩場に祀られている。                                                                             |
| 30 | 大剣           | おおつるぎ           | 断崖の岩峰をなし危険につき通行禁止である。                                                                                   |
| 31 | 小剣           | こつるぎ             | 大剣に並び立つ。 |
| 32 | 古森           | こもり               | 往古は大木が生い茂り神厳な森であった。                                                                                       |
| 33 | 早鷹           | はやたか             | この森に隼や鷹（天狗の比喩とも）が棲息していた。                                                                             |
| 34 | 夜明峠         | よあかしとうげ       | 今宮の八郎兵衛が夜を徹して登山の折、ここで夜が明けたことから。                                                               |
| 35 | 裏行場         | うらぎょうば         | 頂上社から南に岩場を下った絶壁の覗き岩の下裏に不動尊が刻まれていると云われているが定かでない。現在は山頂広場に祀られている。 |
| 36 | 天狗嶽         | てんぐうだけ         | 標高1982mの最高地点に祀られている。                                                                                          |

- 第1福王子社
- 第25御塔石王子社
- 第29前社森王子社
- 第34夜明峠王子社
- 第36天狗嶽王子社

## アクセスと宿泊
本社（口之宮）
- JR予讃線石鎚山駅から朱の鳥居まで徒歩で約2分
- 松山自動車道いよ西条インターチェンジから車で約15分
- 松山自動車道いよ小松インターチェンジから車で約15分
- 宿泊：神社会館　200名まで。夏山開き大祭期間以外は10名以上で要予約[8]。

成就社（中宮）
- 石鎚登山ロープウェイ（1968年8月1日開通）所要時間7分30秒。障害者・団体各種割引有り。山麓下谷駅まで車、山頂成就駅より成就社まで徒歩約25分。途中観光リフト経由でも成就社へも行ける。リフトの終点から成就社へは多くが下りとなる。

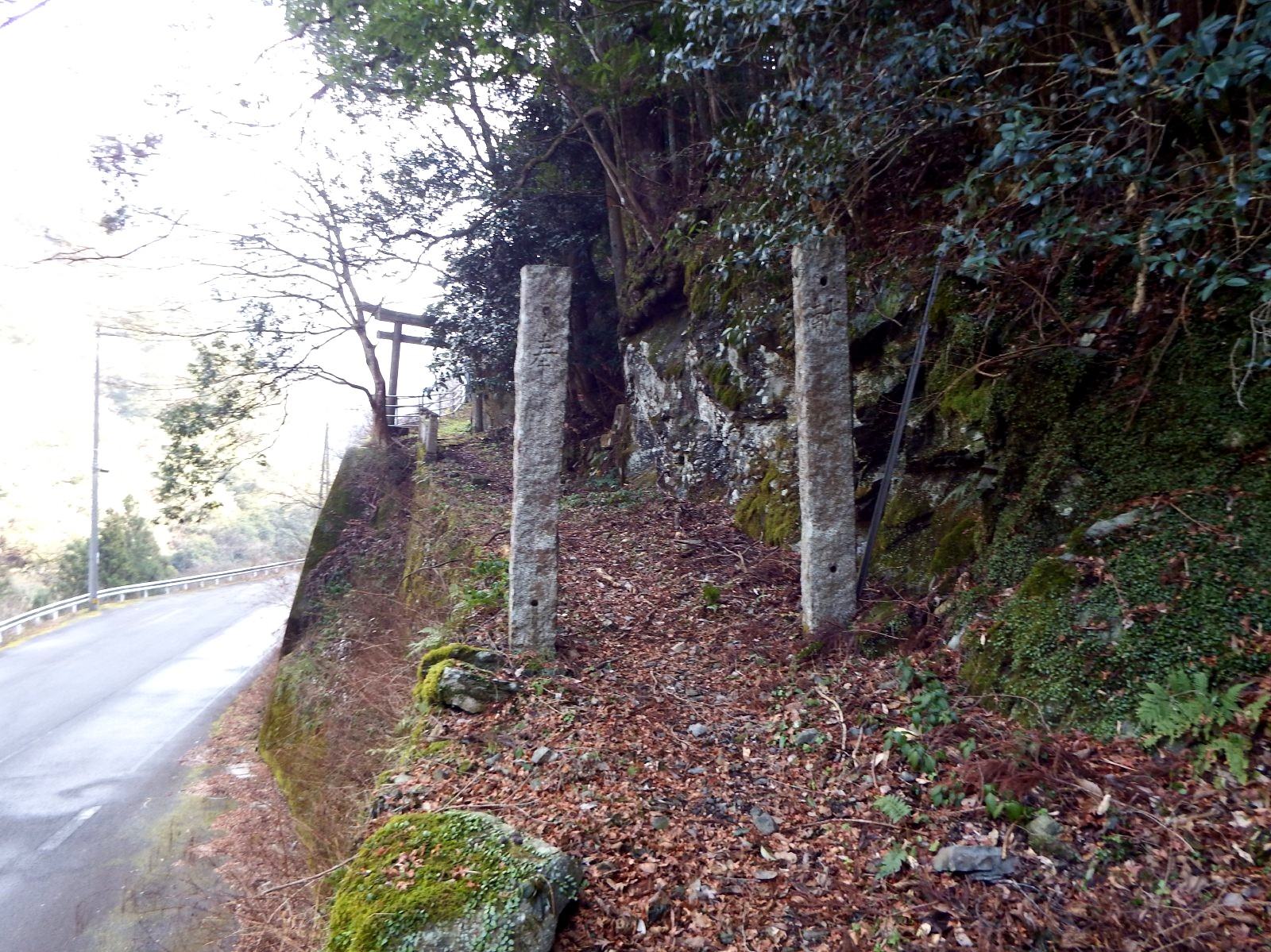
今宮道の登山口

- 徒歩登山道として今宮道（6.6km）：河口（コウグチ）に登山口があり整備されているがマニア向けである。約800ｍ西に登山口がある黒川道は通行禁止。
- 宿泊（成就社）：白石旅館300名まで。玉屋旅館180名まで。日ノ出屋旅館180名まで。
- 宿泊（ロープウェイ下谷駅）：温泉旅館京屋150名まで。

土小屋遥拝殿
- 石鎚スカイライン（1970年9月1日開通）終点：松山自動車道松山インターチェンジから車で約2時間。

ただし、冬季は通行不可。12月1日（通行は11月30日午後6時まで）から 3月31日まではゲートが閉鎖される。
- 瓶ヶ森林道終点：松山自動車道いよ西条インターチェンジから車で約2時間。ただし、冬季は通行不可。11月30日（通行は前日の29日まで）から 4月中～下旬頃まではゲートが閉鎖される。
- 宿泊：白石ロッジ100名まで。国民宿舎石鎚130名まで。岩黒レストハウス（食堂と弁当予約のみ）。

頂上社
- 表参道の成就ルート：成就社から約3時間の登山。累積標高：＋約810m／－約170m
- 土小屋ルート：土小屋遥拝殿から約2.5時間の登山。累積標高：＋約650m
- 面河ルート：面河渓（標高700m）からの昔からある裏参道であるが標高差も距離も長い。約5～6時間の登山。
- 宿泊（久万高原町）：国民宿舎古岩屋荘116名まで。
- 宿泊（頂上）：頂上山荘20名まで要予約、営業期間5月1日～11月3日

## その他
レッドブル・ホーリーライドは2010年から行われているマウンテンバイクのダウンヒルレースで、2011年は石鎚神社で開催された。